# 新翠邨

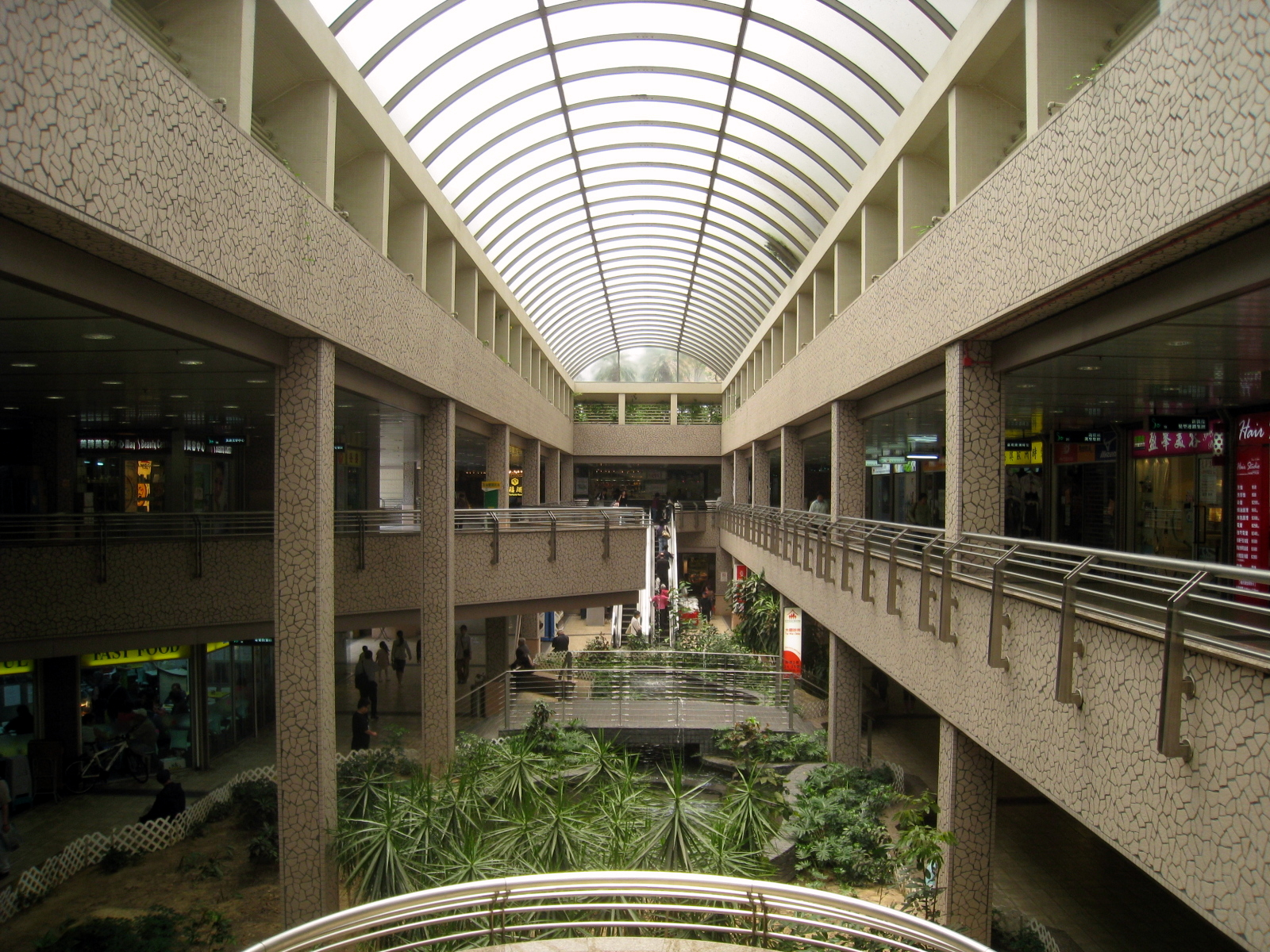
新翠商場

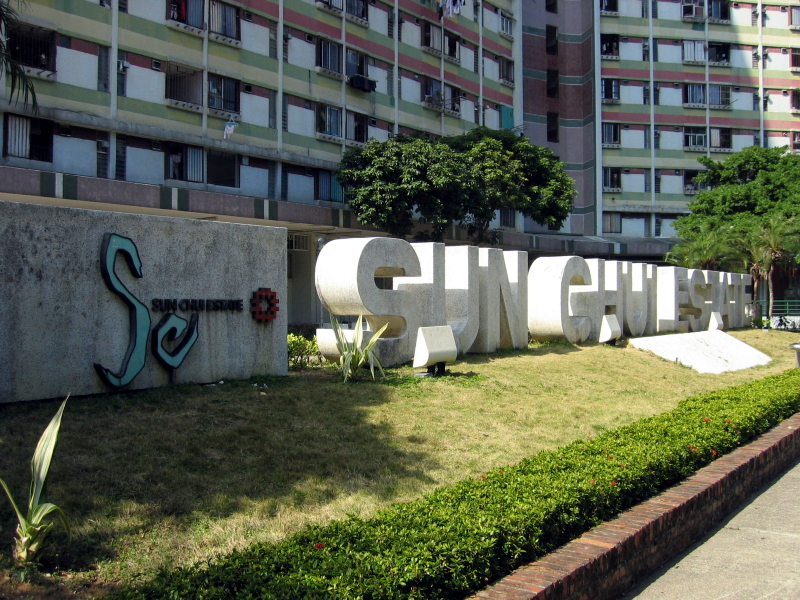
新翠邨英文字下白色位置上曾經設有屋邨模型，可惜是該模型早已在1990年代中拆卸

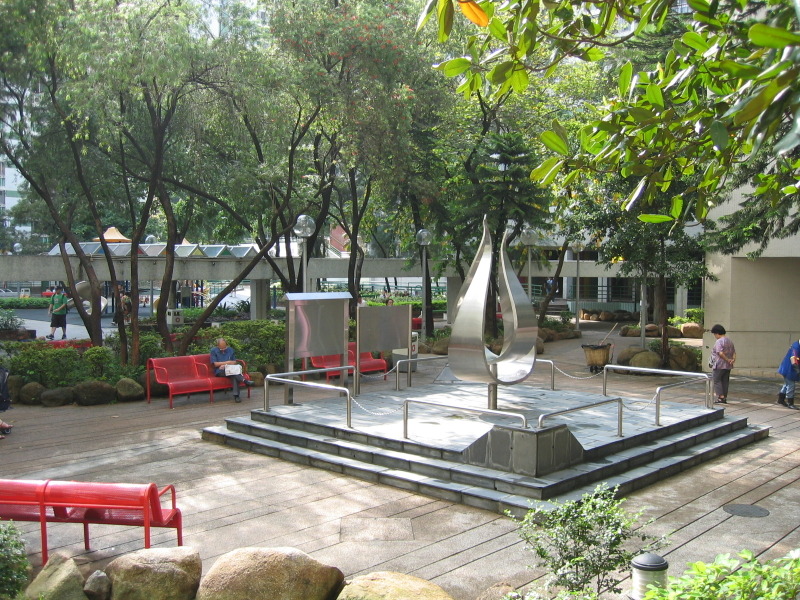
新翠邨雕塑「新蕊」

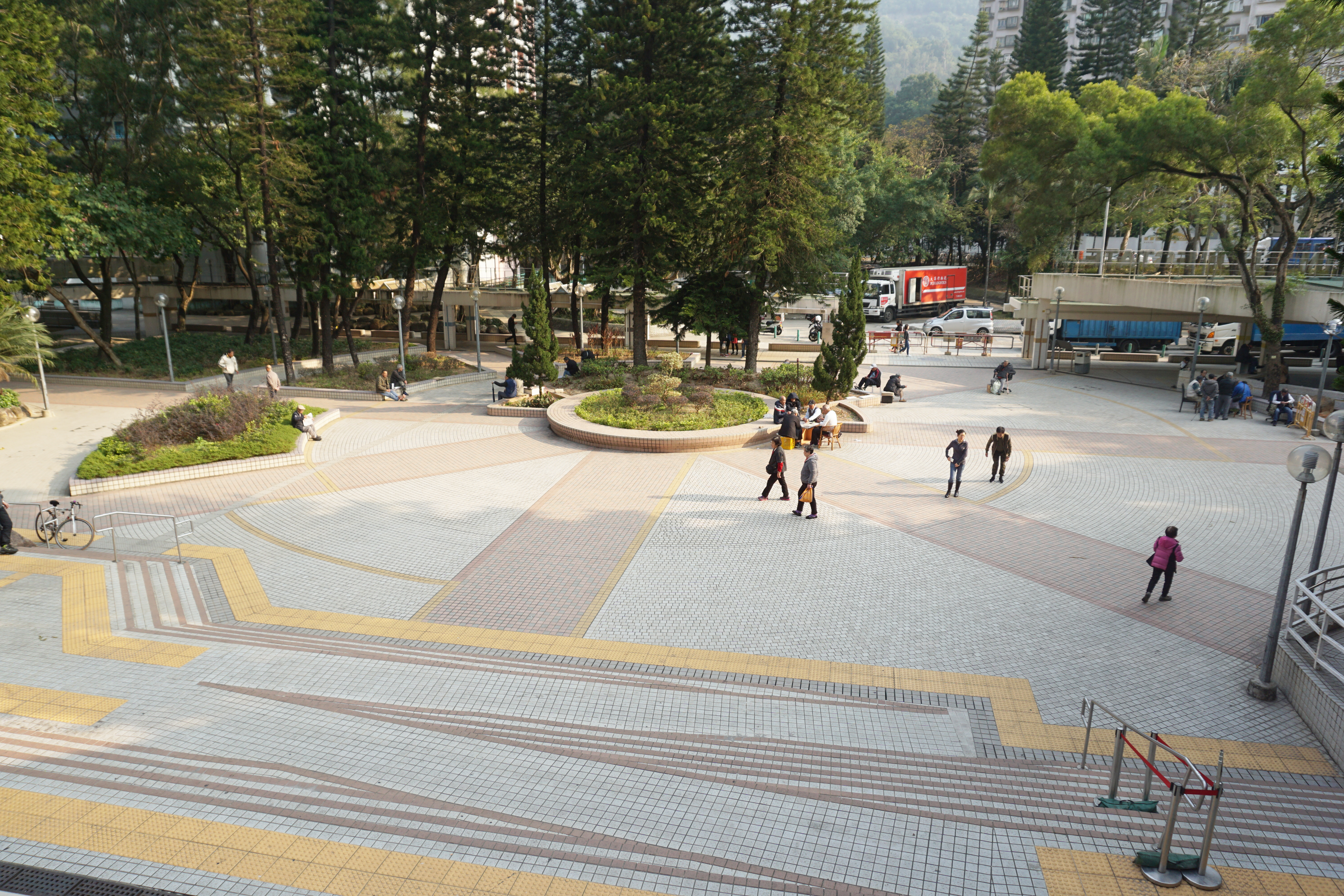
屋邨廣場

新翠邨（英語：Sun Chui Estate，曾经有意命名为「新田邨」）是香港的一个公共屋邨，位于新界沙田区隔田。但已列入扩展市区配屋区内，于1979年开始规划，1980年完成「设计冻结」并动工，至1983年正式入伙，毗邻柏傲莊、隆亨邨、景田苑、田心村、金獅花園、车公庙和港铁大围站。
新翠邨自1983年入伙后，曾经为香港房屋委员会重点屋村之一，因此当年有不少政府官员到村内参观及进行探访活动。另一方面，屋村内有不少设施为当时成长的居民留下不少回忆，包括儿童游乐场内的红色绳网及层递式滑梯。更曾经于1980年代成为当时贺岁电影《富贵逼人》的取景屋村；到了晚上，村内的通道两旁变身为夜市，当中有售卖烧卖、鱼蛋及肠粉等食物，其中，新翠邨商场内已结业的「奇乐快餐店」曾经吸引不少人光顾。

## 屋邨資料

### 樓宇
| 樓宇名稱        | 樓宇類型                                 | 落成年份 | 層數                  | 每層伙數                     | 每座單位數目（伙） | 建築師       | 承建商   | 首次安裝之升降機型號 | 翻新後現時採用之升降機型號 | 期數 |
| --------------- | ---------------------------------------- | -------- | --------------------- | ---------------------------- | ------------------ | ------------ | -------- | -------------------- | -------------------------- | ---- |
| 新芳樓（第1座） | 舊長型 （中央走廊式，連接C+連接E+連接E） | 1983年   | 19                    | 80                           | 1440               | 房屋署建築師 | 有成建築 | 英国通用電氣-快而安  | 奧的斯                     | 1    |
| 新月樓（第2座） | 雙連座工字型 （第二代A款設計）           | 1983年   | 26（低座） 28（高座） | 30（2至26樓） 15（27及28樓） | 780                | 房屋署建築師 | 有成建築 | 英国通用電氣-快而安  | 奧的斯                     | 1    |
| 新偉樓（第3座） | 雙連座工字型 （第二代A款設計）           | 1983年   | 26（低座） 28（高座） | 30（2至26樓） 15（27及28樓） | 780                | 房屋署建築師 | 有成建築 | 英国通用電氣-快而安  | 奧的斯                     | 1    |
| 新儀樓（第4座） | 舊長型 （中央走廊式，連接C+連接E）       | 1984年   | 15                    | 60                           | 840                | 房屋署建築師 | 新昌營造 | 東芝 CV20            | 蒂森克虏伯 HP61            | 2    |
| 新明樓（第5座） | 雙連座工字型 （第三代設計）              | 1985年   | 26（低座） 28（高座） | 30（2至26樓） 15（27及28樓） | 780                | 房屋署建築師 | 均利建築 | 快高靈               | 蒂森克虏伯 HP61            | 3    |
| 新俊樓（第6座） | 雙塔式                                   | 1984年   | 21（低座） 24（高座） | 34（2至21樓） 17（22至24樓） | 731                | 房屋署建築師 | 新昌營造 | 東芝 CV20            | 蒂森克虏伯 HP61            | 2    |
| 新學樓（第7座） | 雙塔式                                   | 1984年   | 21（低座） 24（高座） | 34（2至21樓） 17（22至24樓） | 731                | 房屋署建築師 | 新昌營造 | 東芝 CV20            | 蒂森克虏伯 HP61            | 2    |
| 新傑樓（第8座） | 雙塔式                                   | 1984年   | 21（低座） 24（高座） | 34（2至21樓） 17（22至24樓） | 731                | 房屋署建築師 | 新昌營造 | 東芝 CV20            | 蒂森克虏伯 HP61            | 2    |

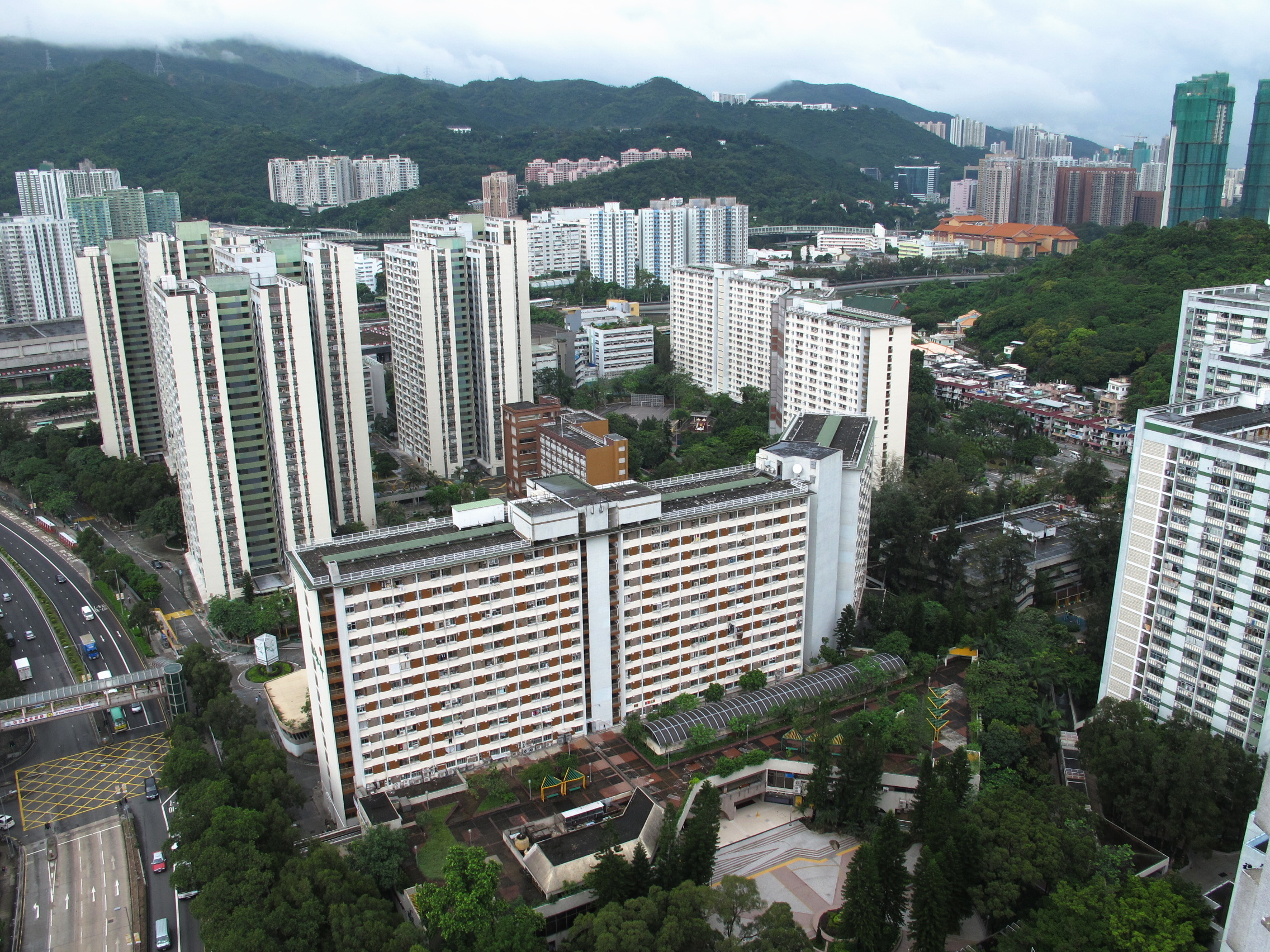
新翠邨南面
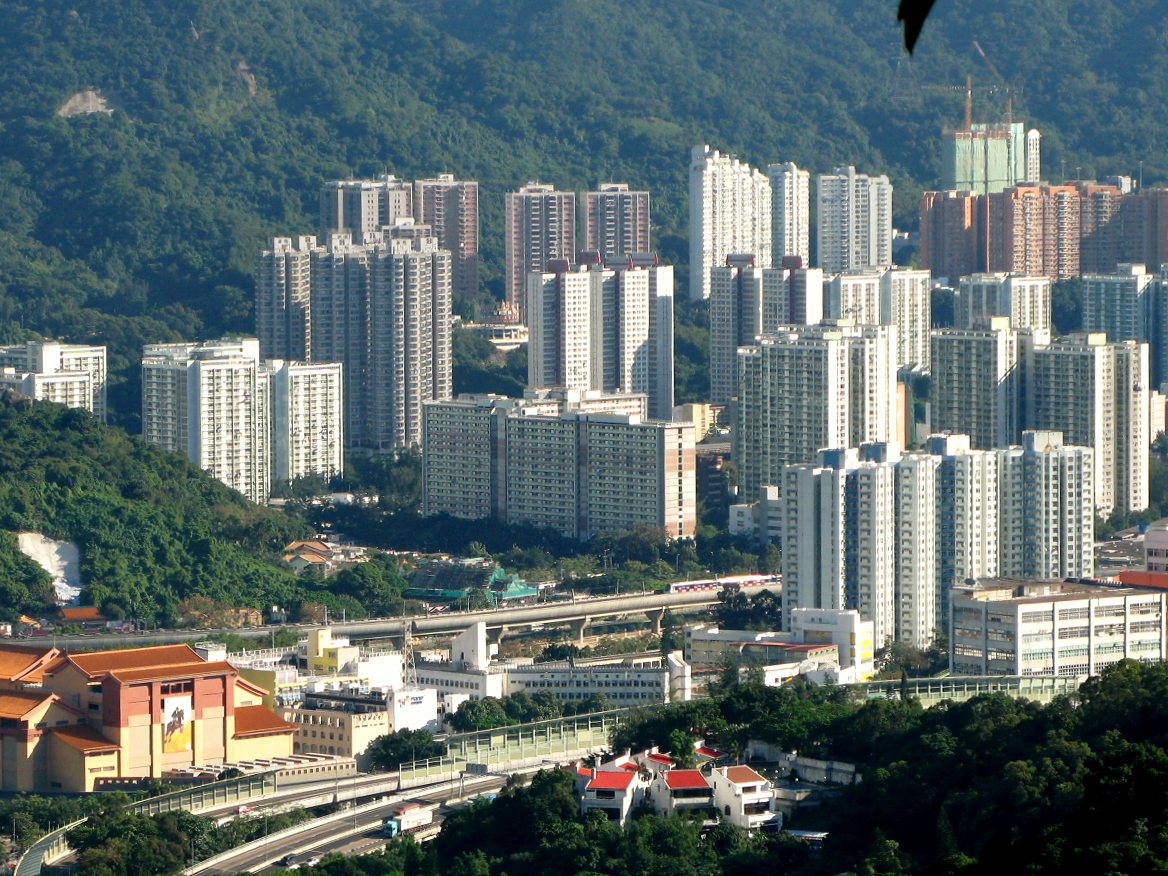
新翠邨東面
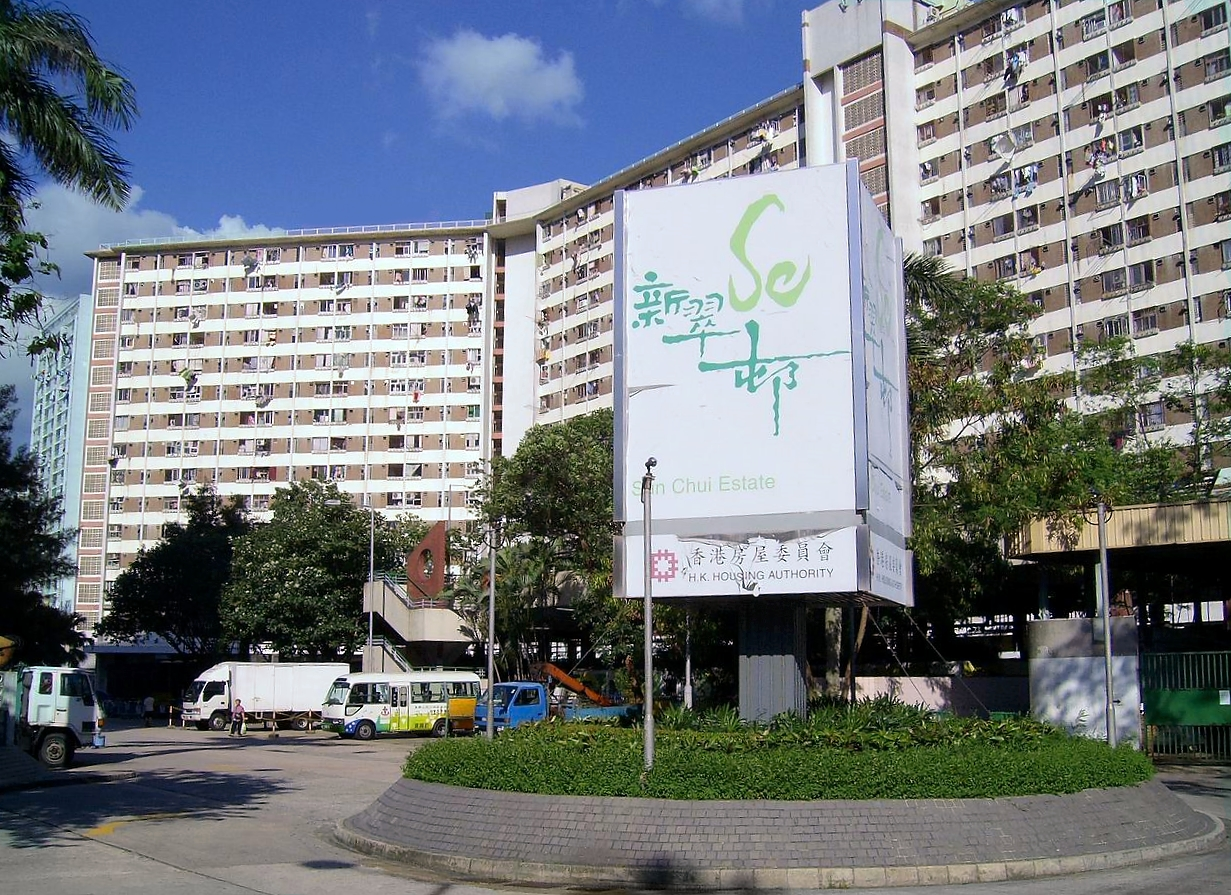
新翠邨中文題字
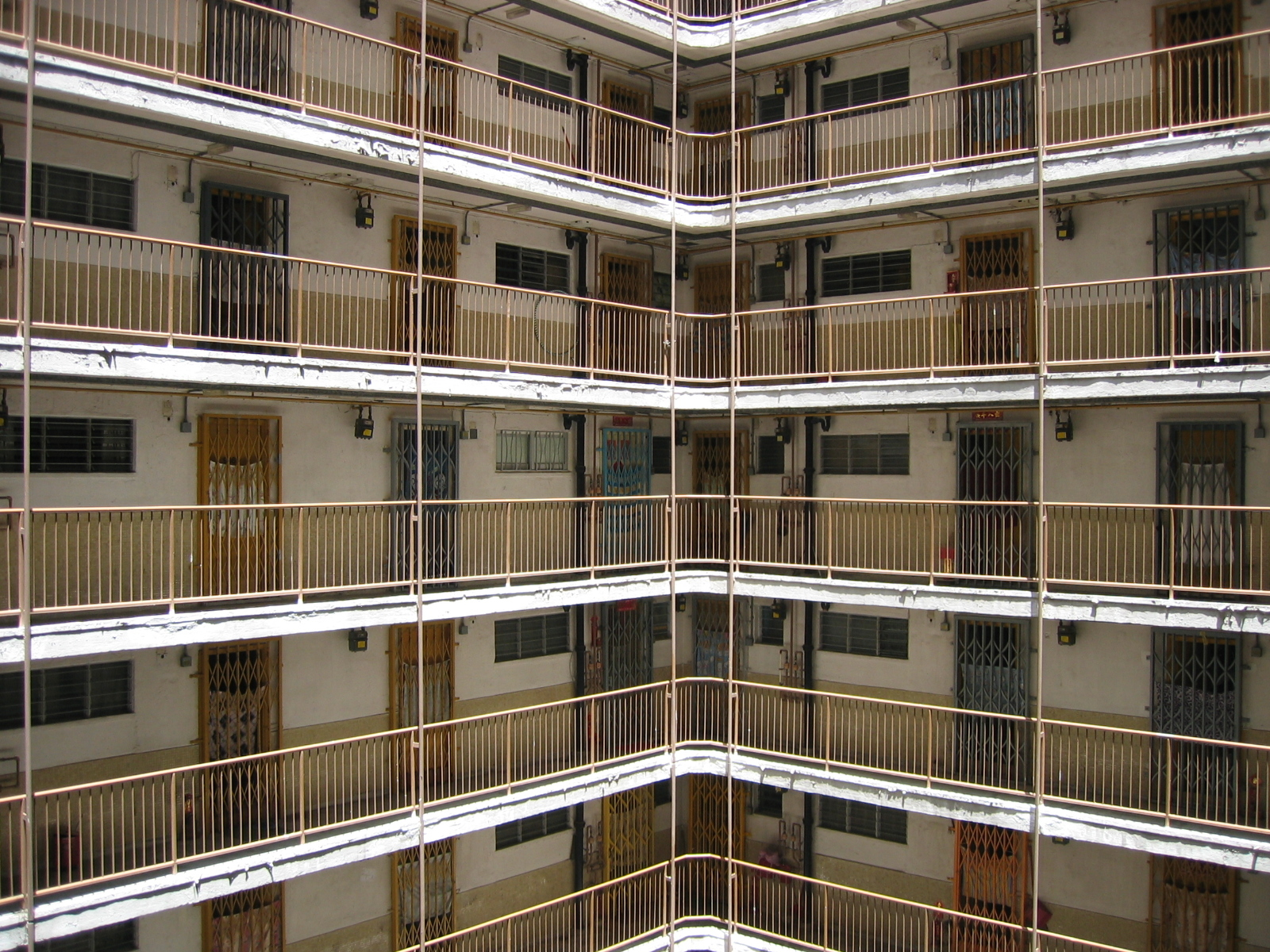
新傑樓中庭
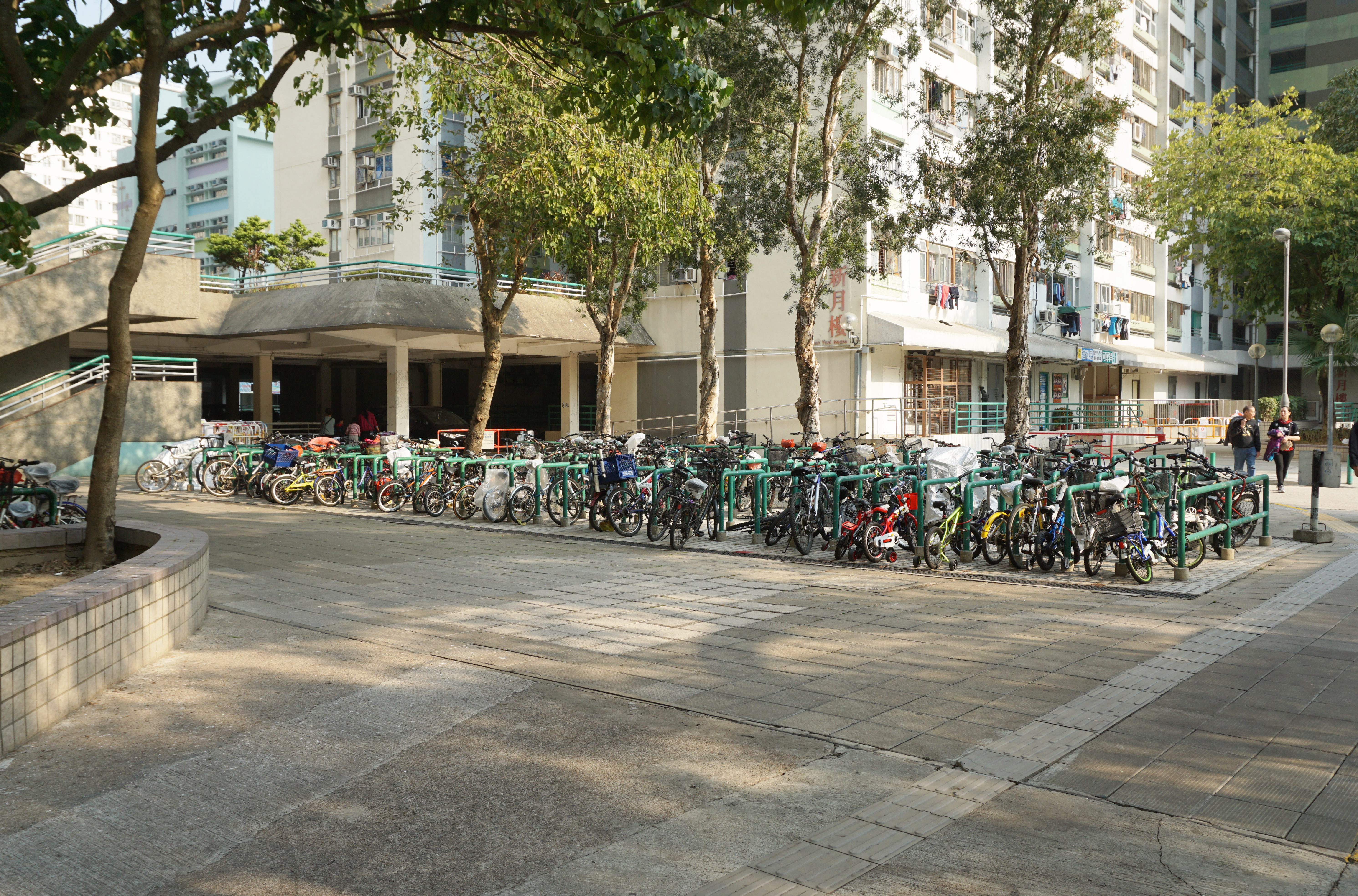
單車停泊處
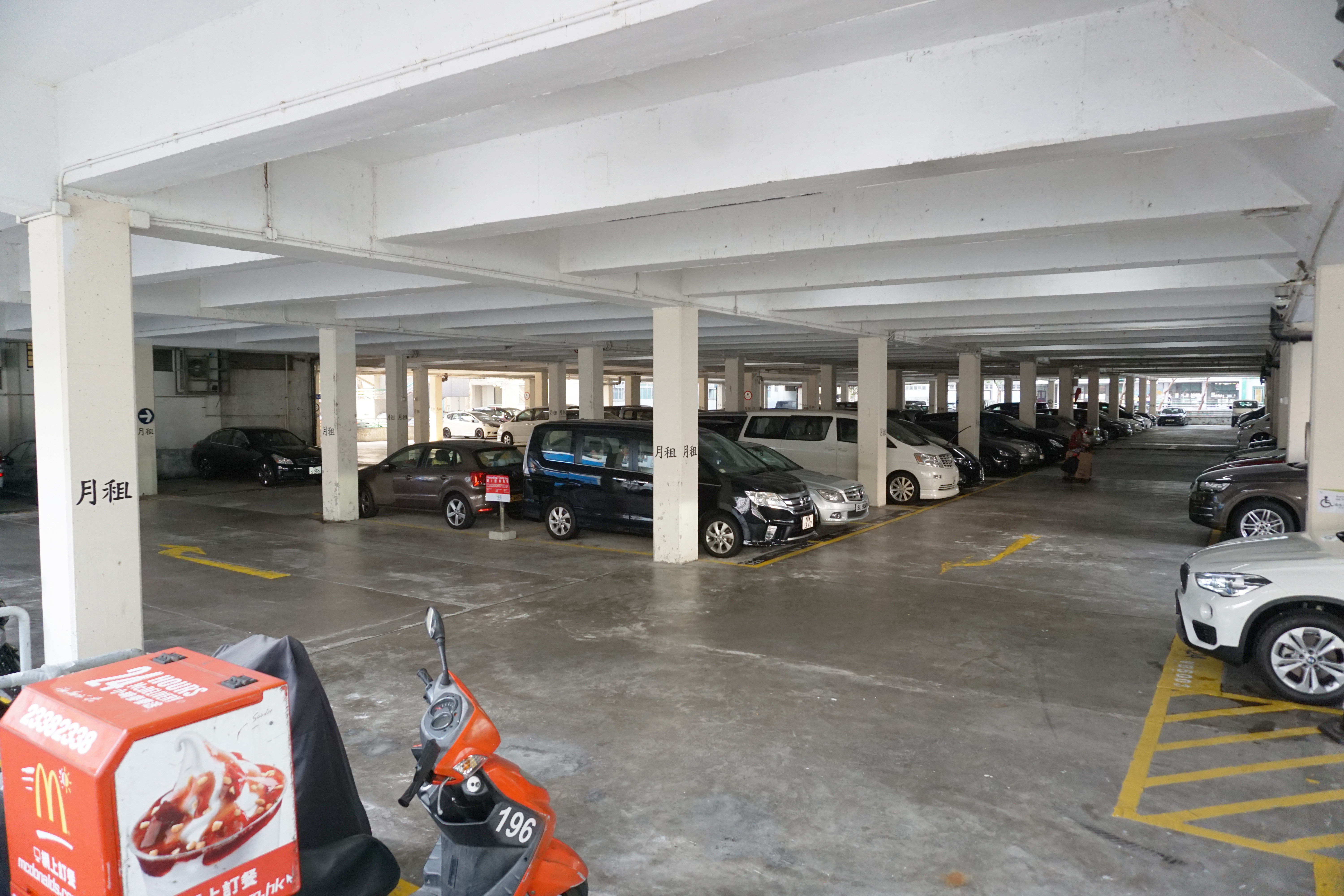
停車場

### 設施
屋苑設施包括四個兒童遊樂場、三個籃球場、一個羽毛球場及足球場。屋苑內設有有蓋行人通道連接各座樓宇。邨內合共有三座停車場，分別位於新翠商場旁、新明樓與新偉樓及新傑樓與新俊樓之間的位置。

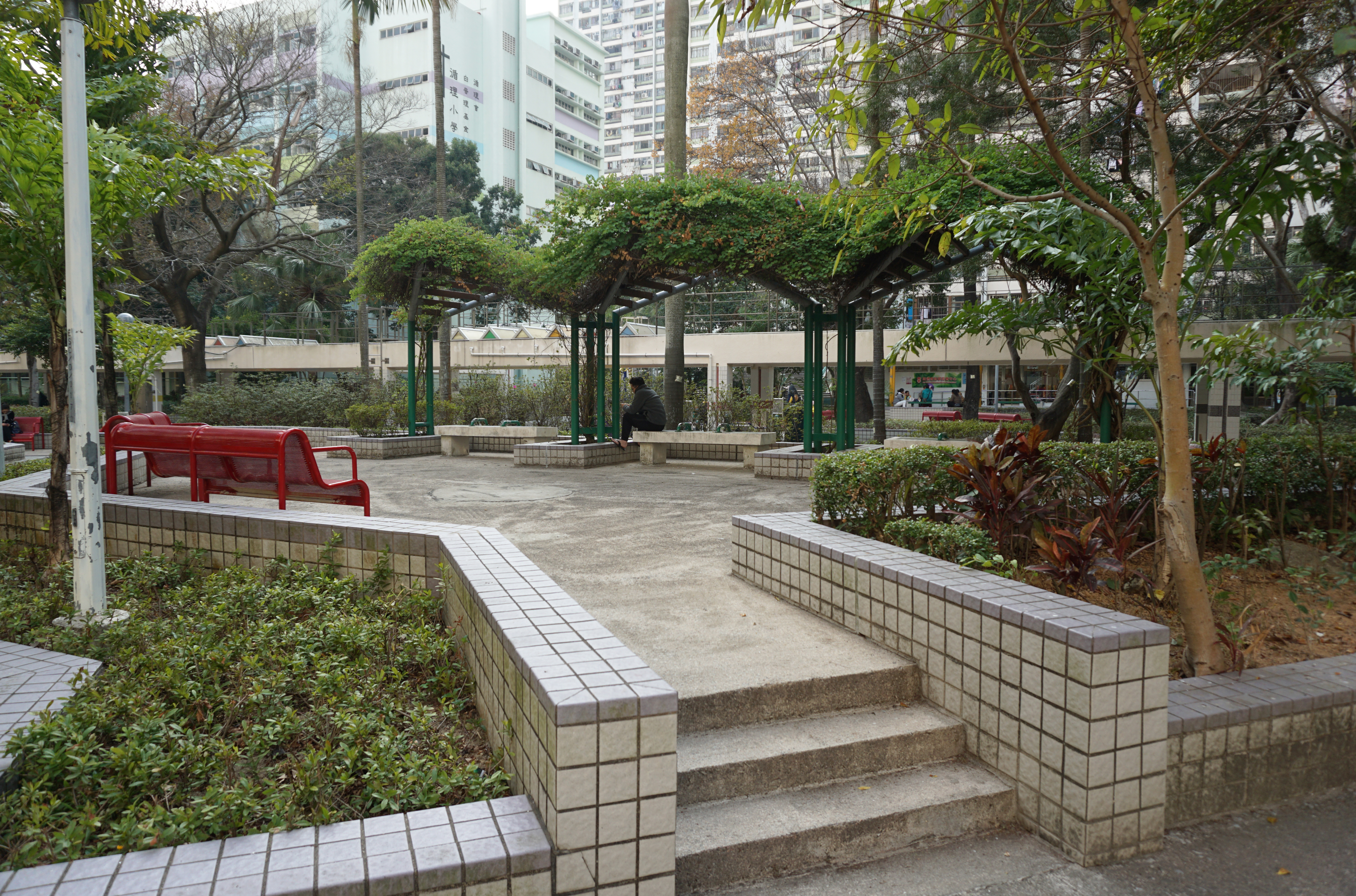
休憩區
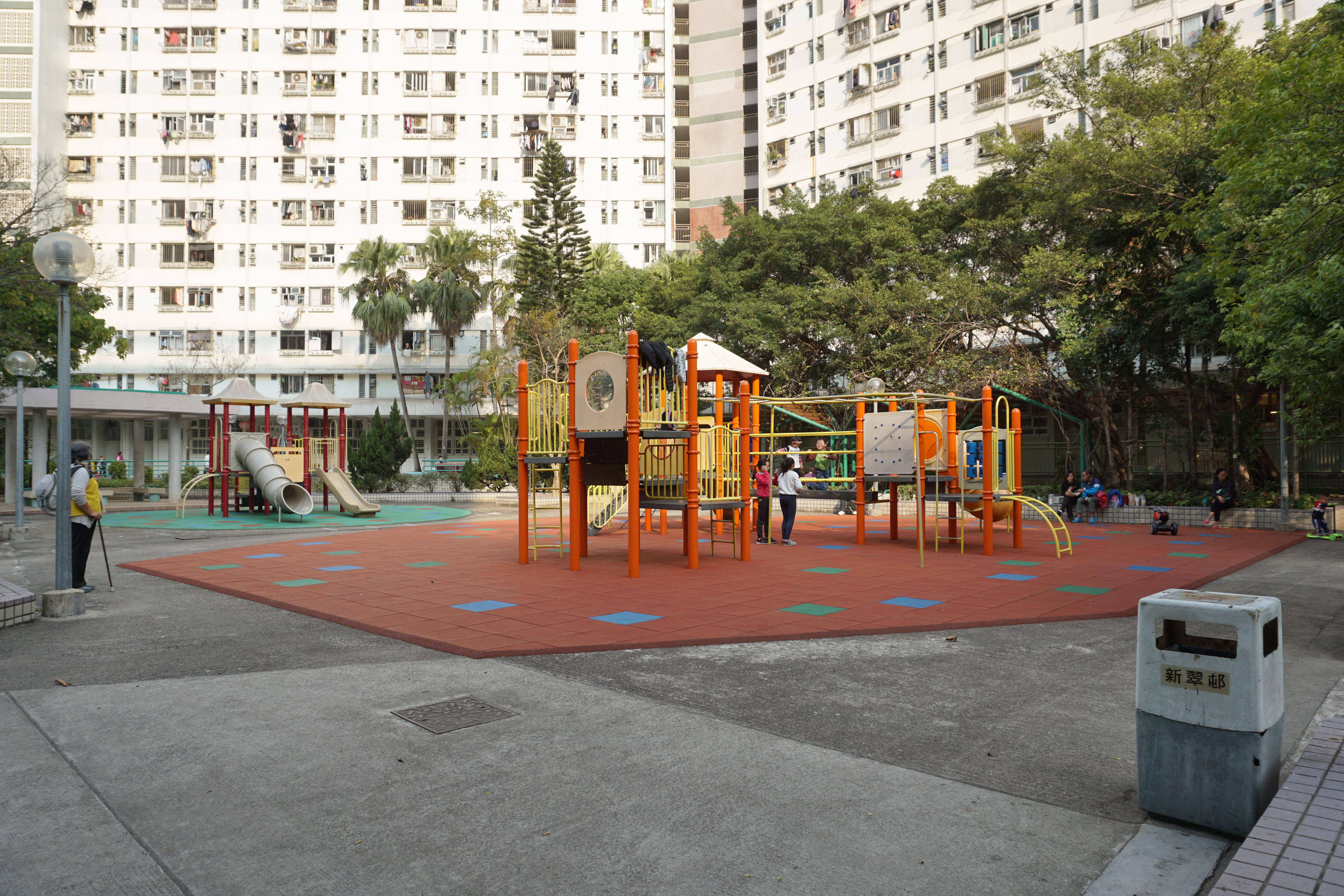
兒童遊樂場（2）
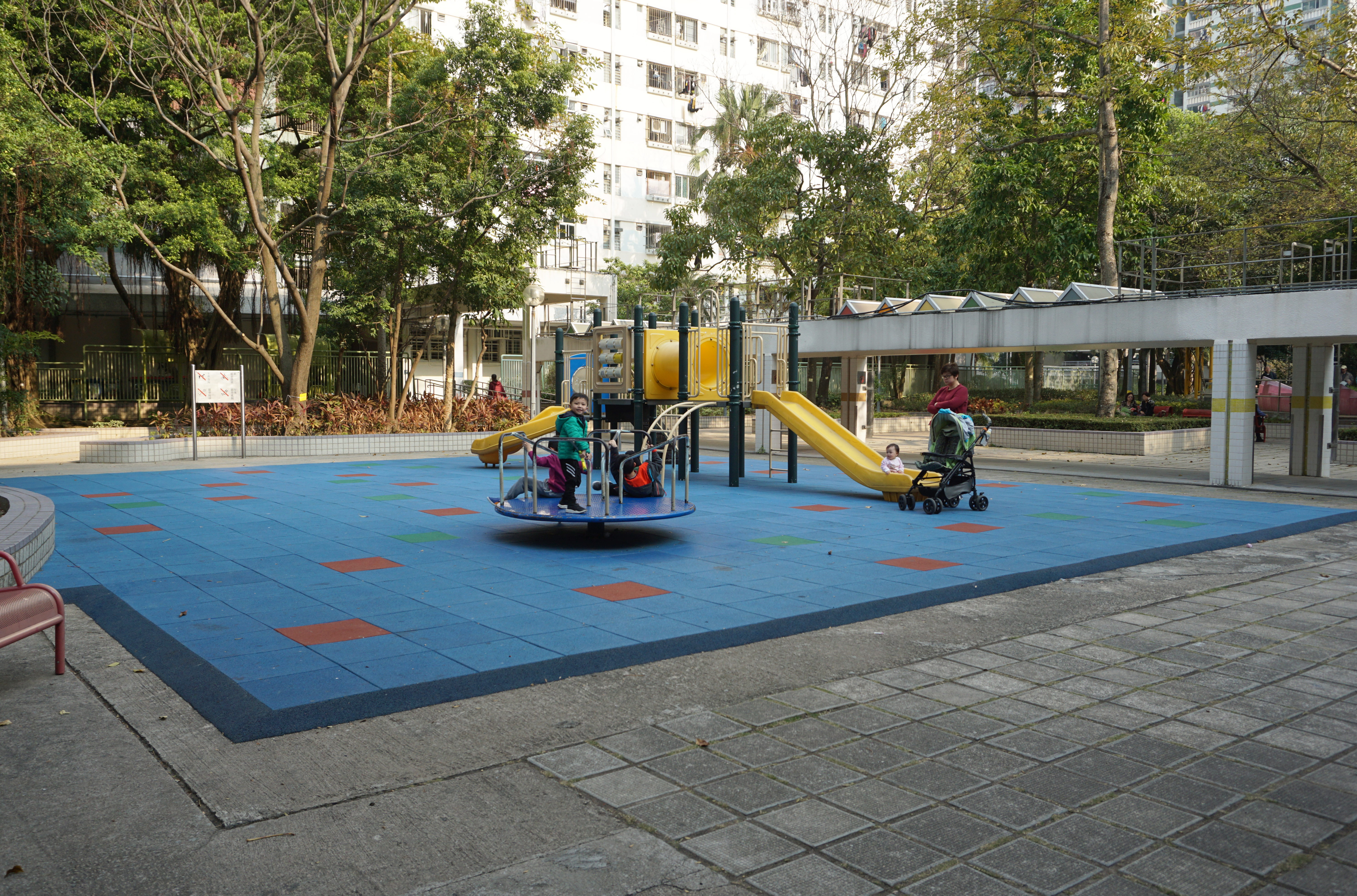
兒童遊樂場（3）
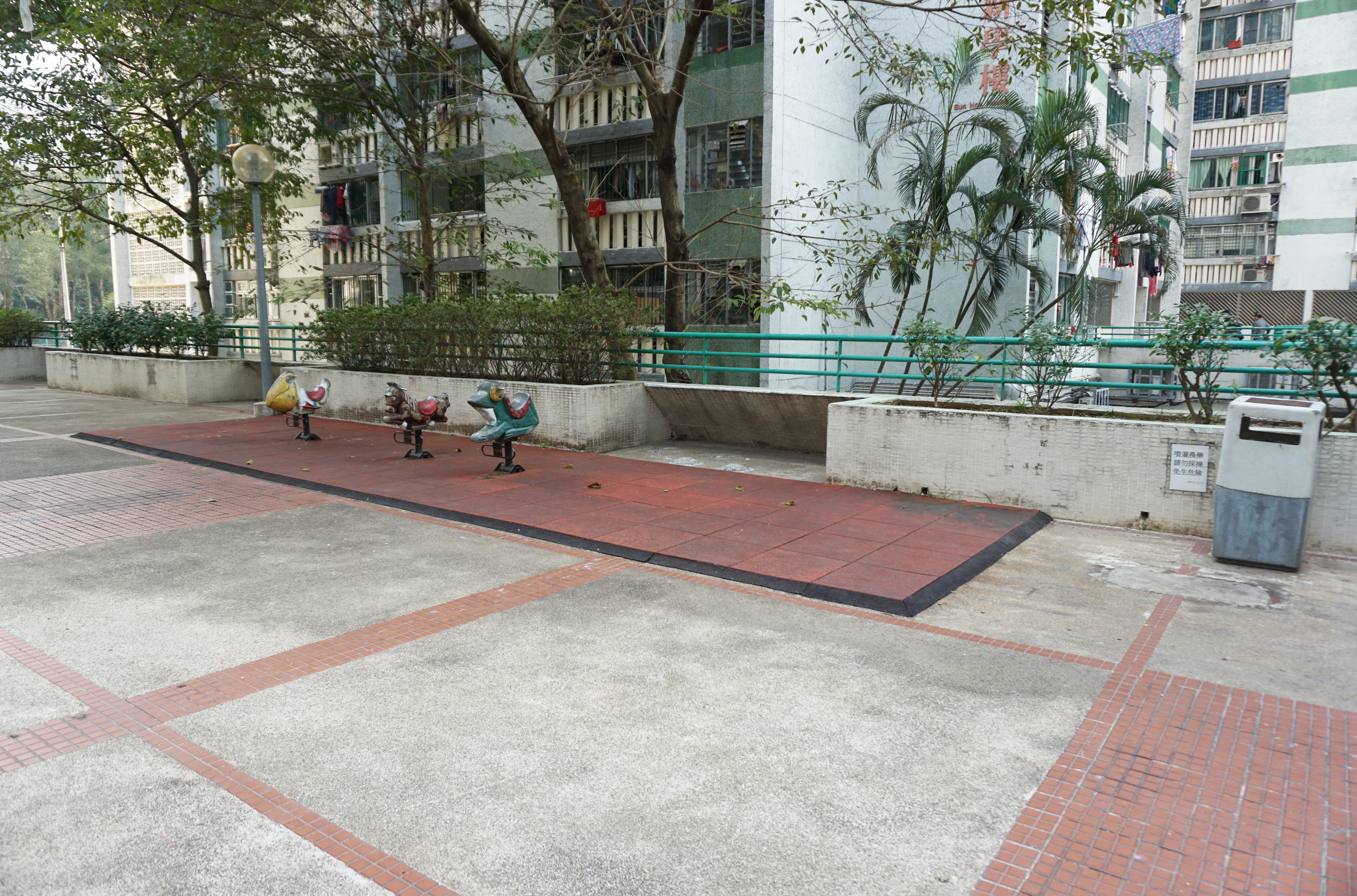
兒童遊樂場（4）
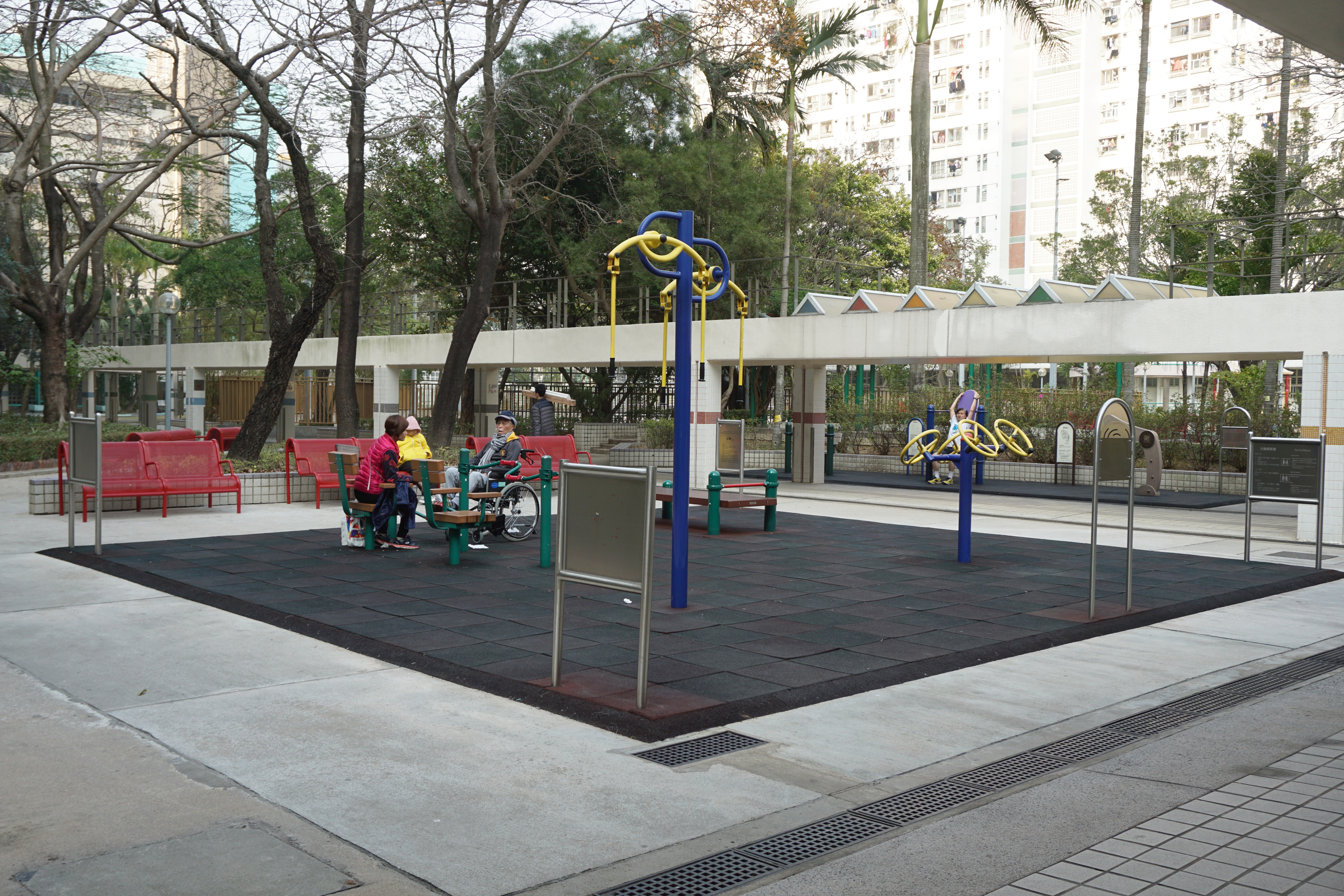
健體區
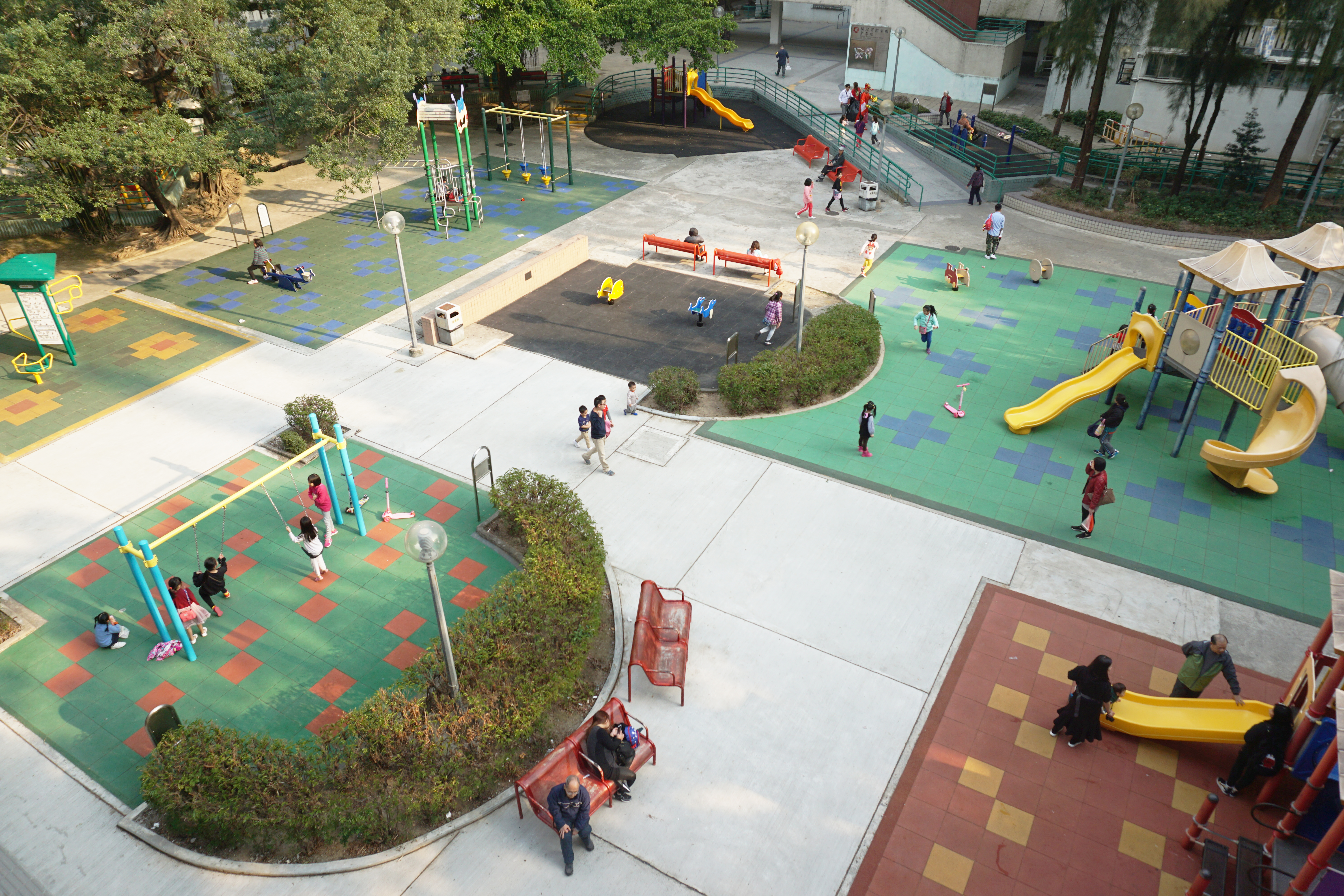
兒童遊樂場及健體區
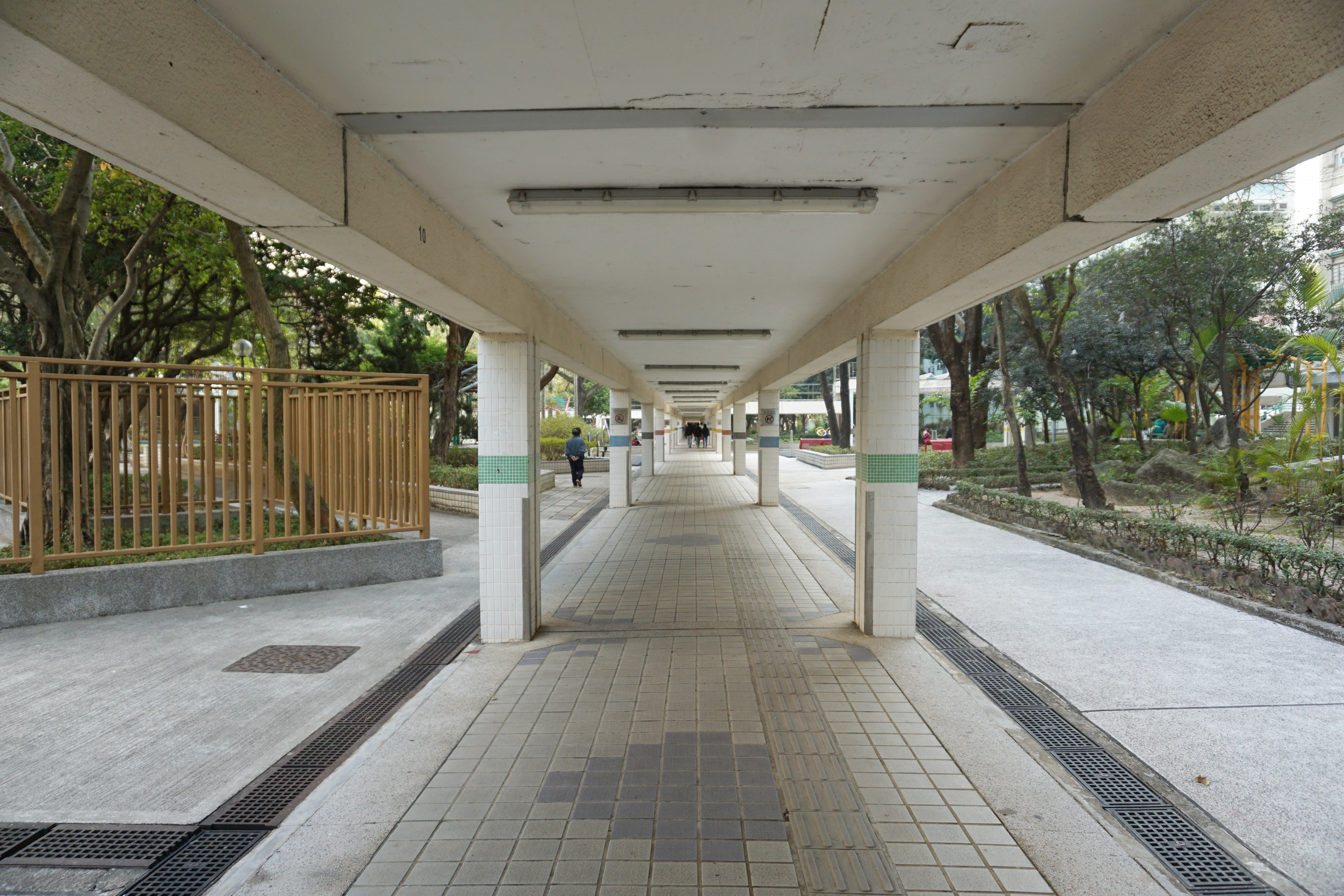
有蓋行人通道
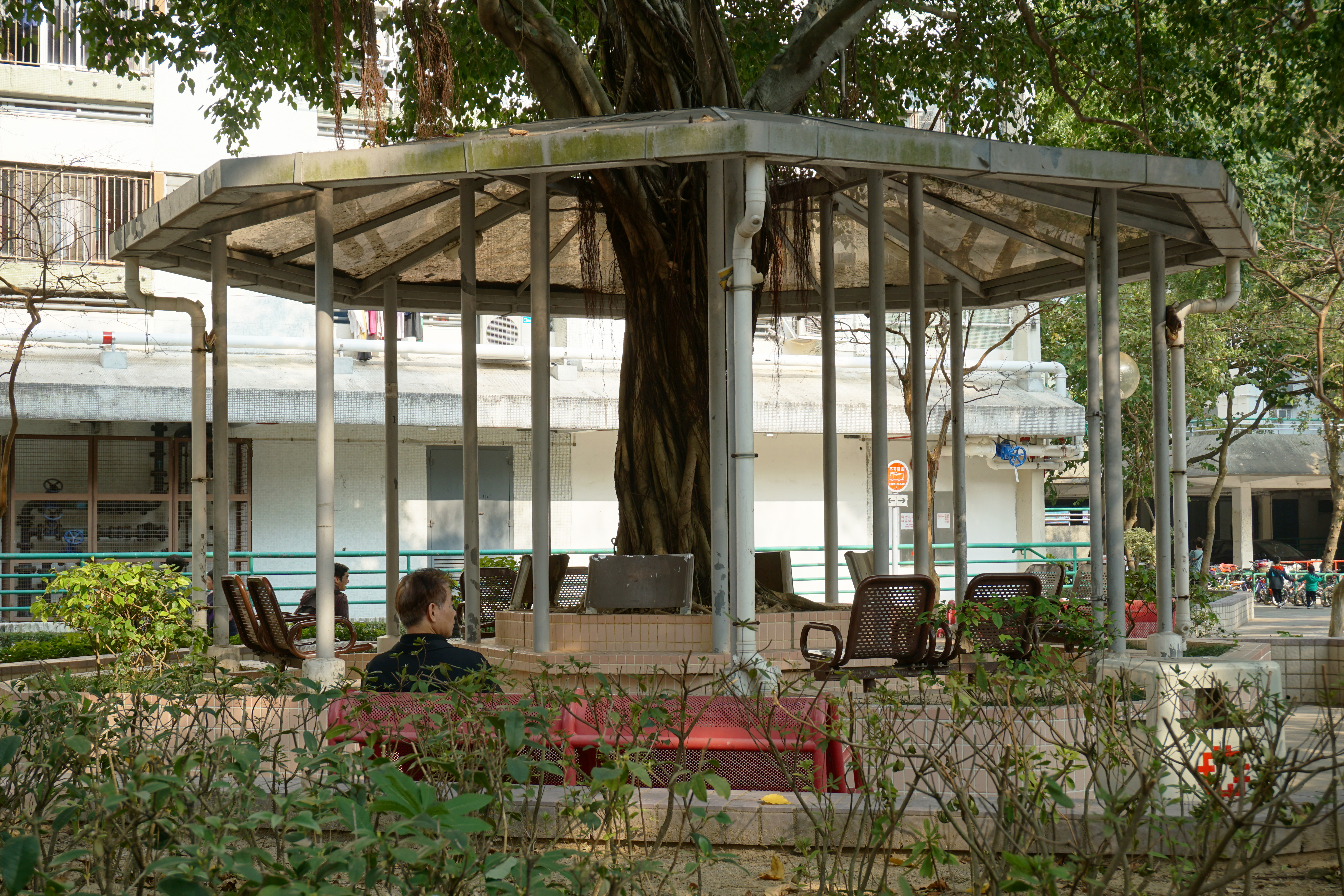
涼亭
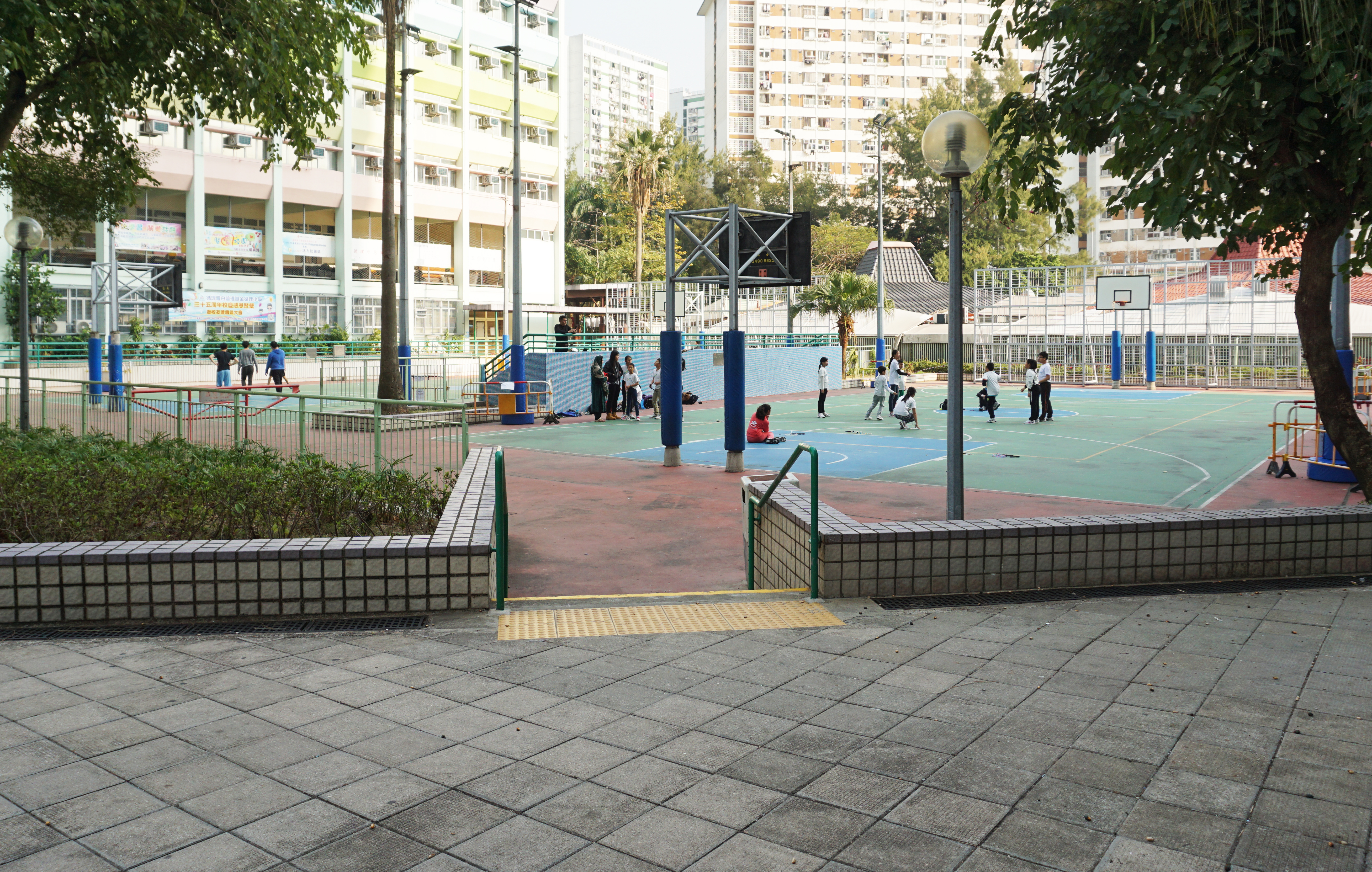
籃球場
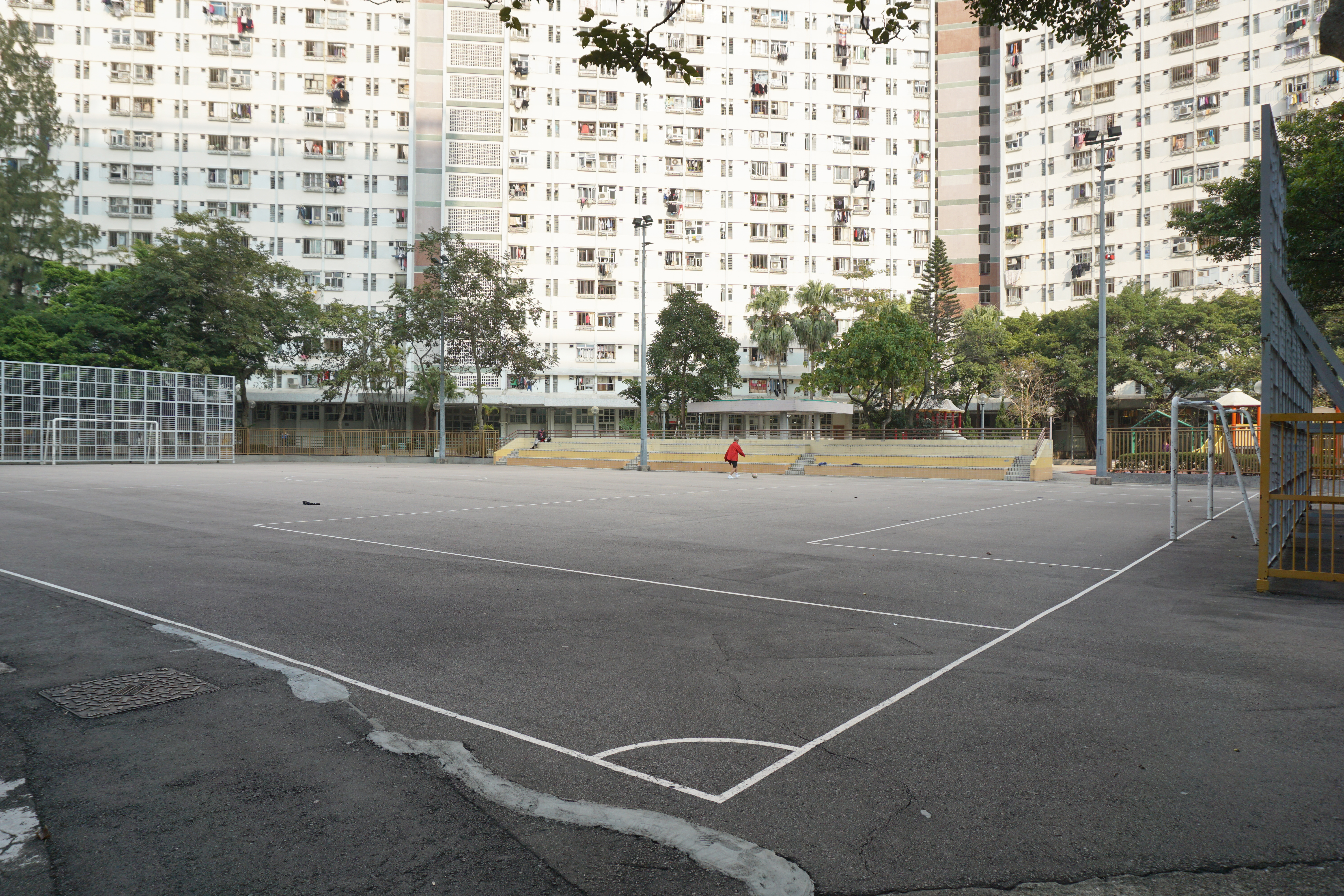
足球場
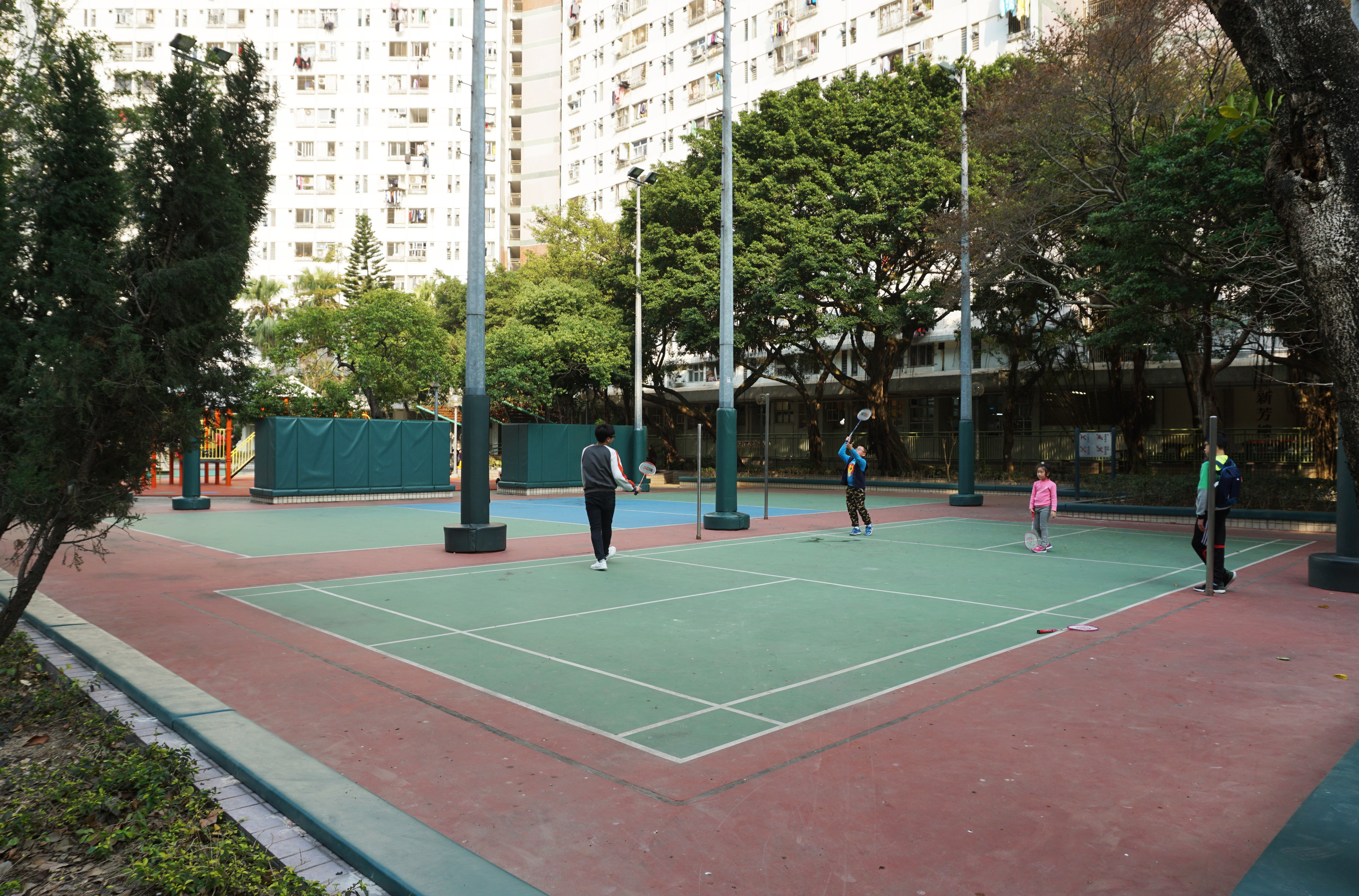
排球場及羽毛球球
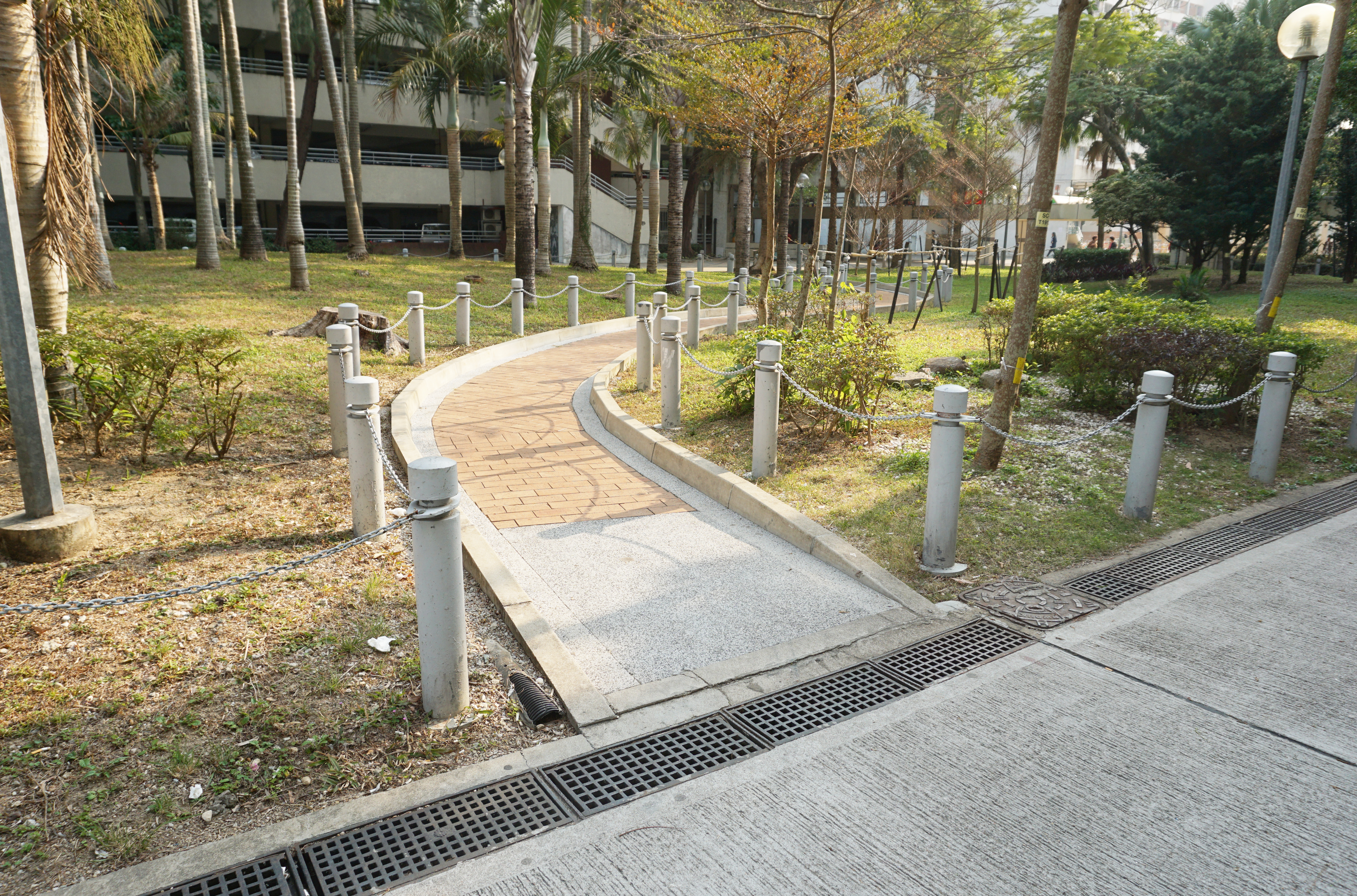
花園小徑
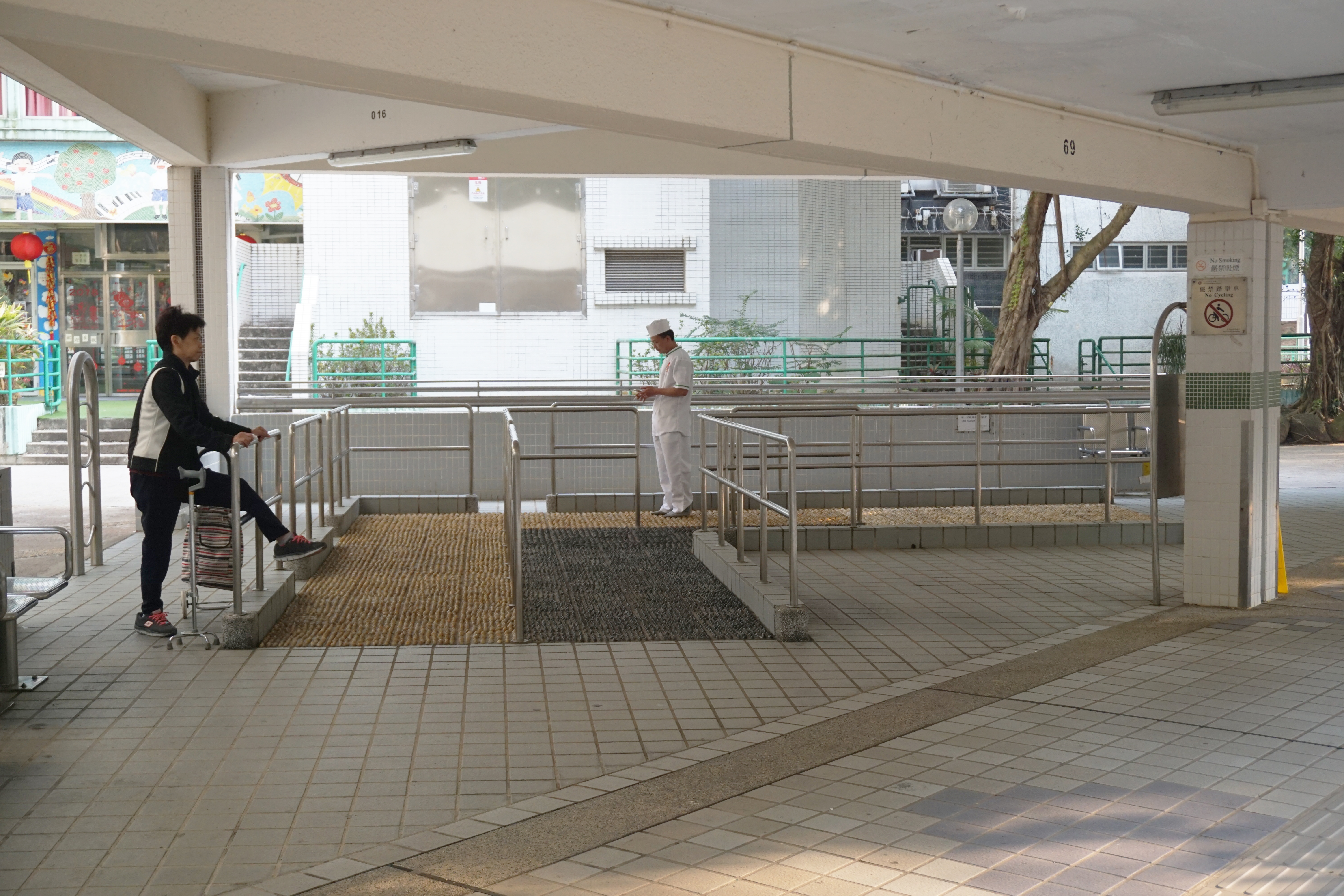
卵石路步行徑

### 商業設施 - 新翠商場
新翠邨內設有商場，命名為新翠商場（前稱新翠中心），與屋邨同於1983年落成，樓高兩層，可出租面積約5400平方米，商戶種類尚算齊備，有中式酒樓、OK便利店、必勝客、麥當勞餐廳、新翠郵政局、759阿信屋等。商場已分拆出售移交領展房地產信託基金管理，曾於2012年進行簡單翻新工程。
2012年3月，屹立於商場28年（1984年開業）的東京麵包餅食由於舖租由五萬元上調至十二萬元，加上商場正在進行翻新工程，最後不獲租約而結束營業。及後商場一共有五成的商舖出現凋空的情況。而東京麵包結業後原址並開設凱施餅店，但由於凱施餅店已有多間分店被入稟追討欠租及要求交吉，最終也於2023年結業。
到2016年3月底，商場開業逾30年的奇樂快餐店、經營近25年的金翠園粥麵店和營運接近10年的波仔不獲續約。三店將會打通，預計一次過租給新租戶。區議員表示擔心日後由高檔餐廳接手後，街坊再沒有歇腳消磨時間的地方。
另外，商場也曾於1987年開設美心快餐，直到90年代末結業後並在原址開設麥當勞。故此居民需前往沙田新城市廣場的美心快餐。
新翠邨內亦設有三個冬菇亭，其中一個於2007年進行改建工程，其餘兩個於2011年進行改建工程，並加設冷氣。

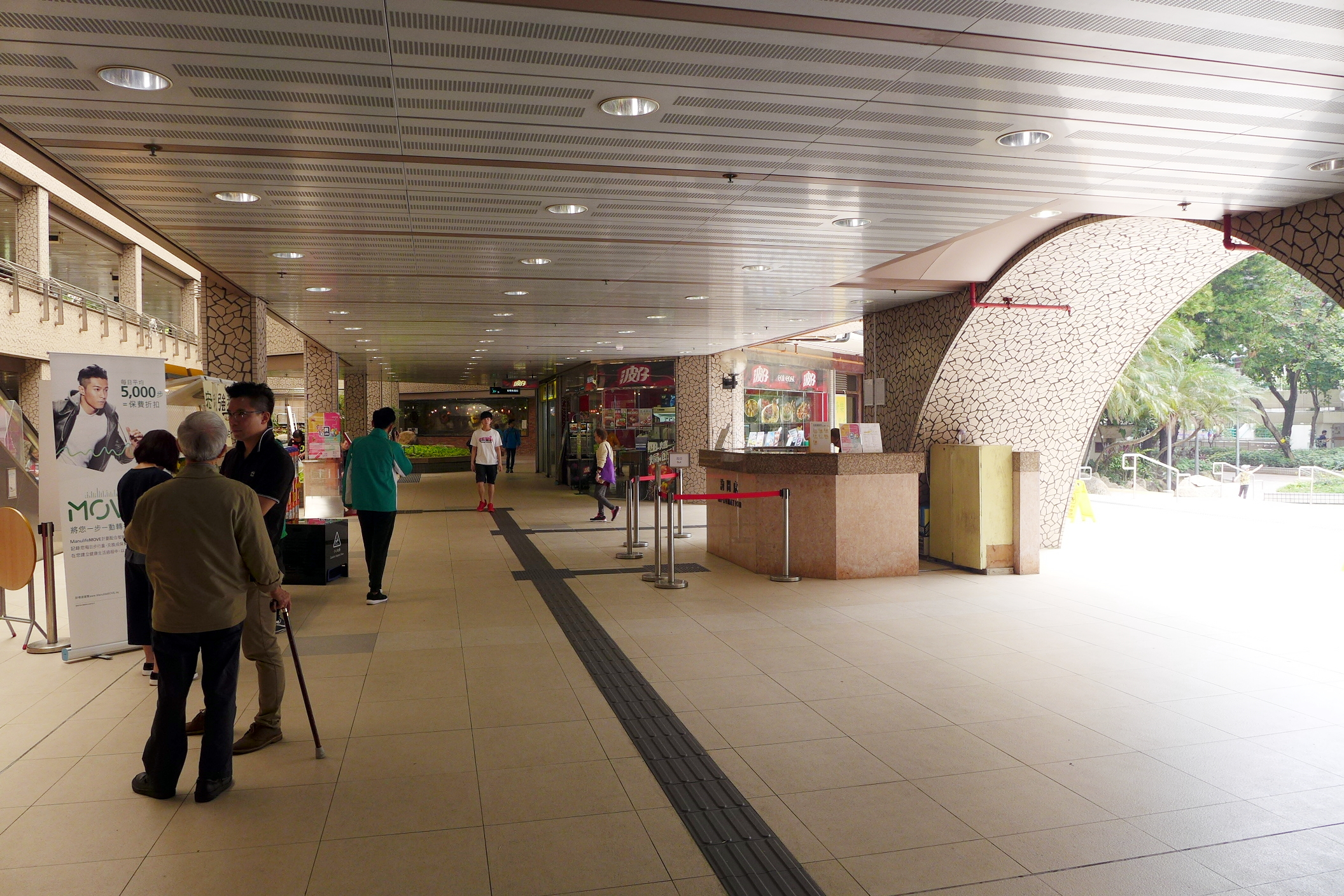
商場地下
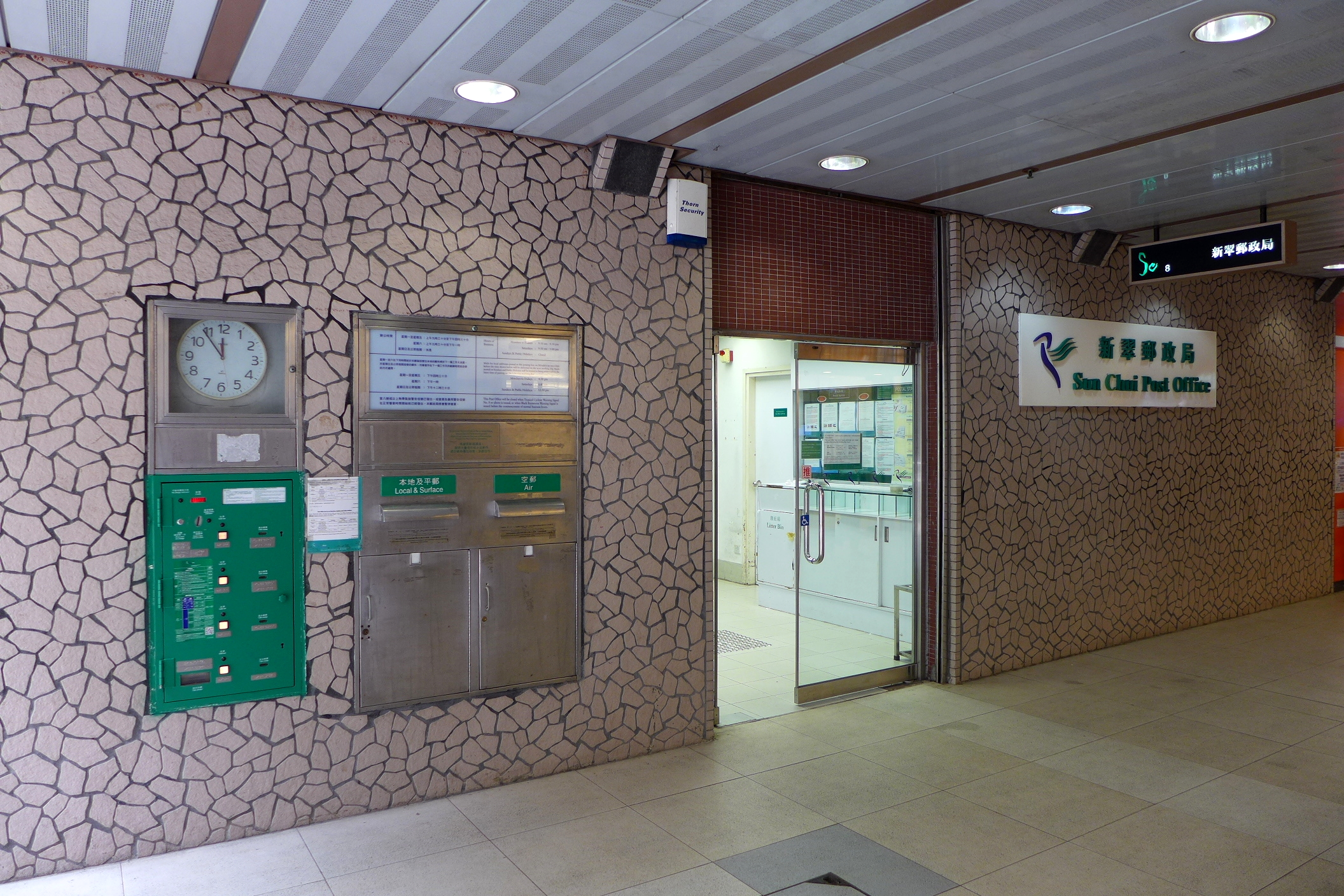
位於地下的新翠郵政局
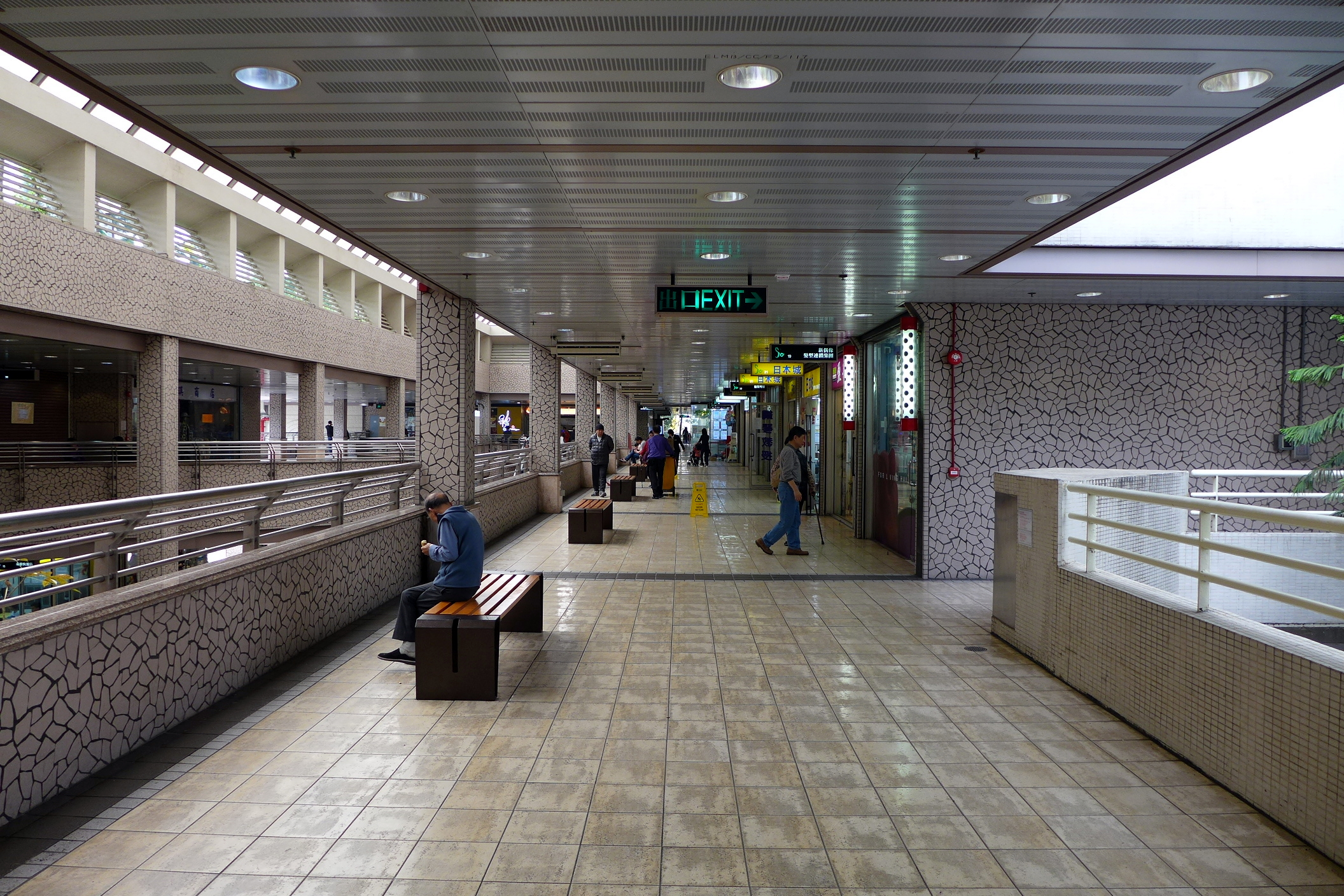
商場2樓
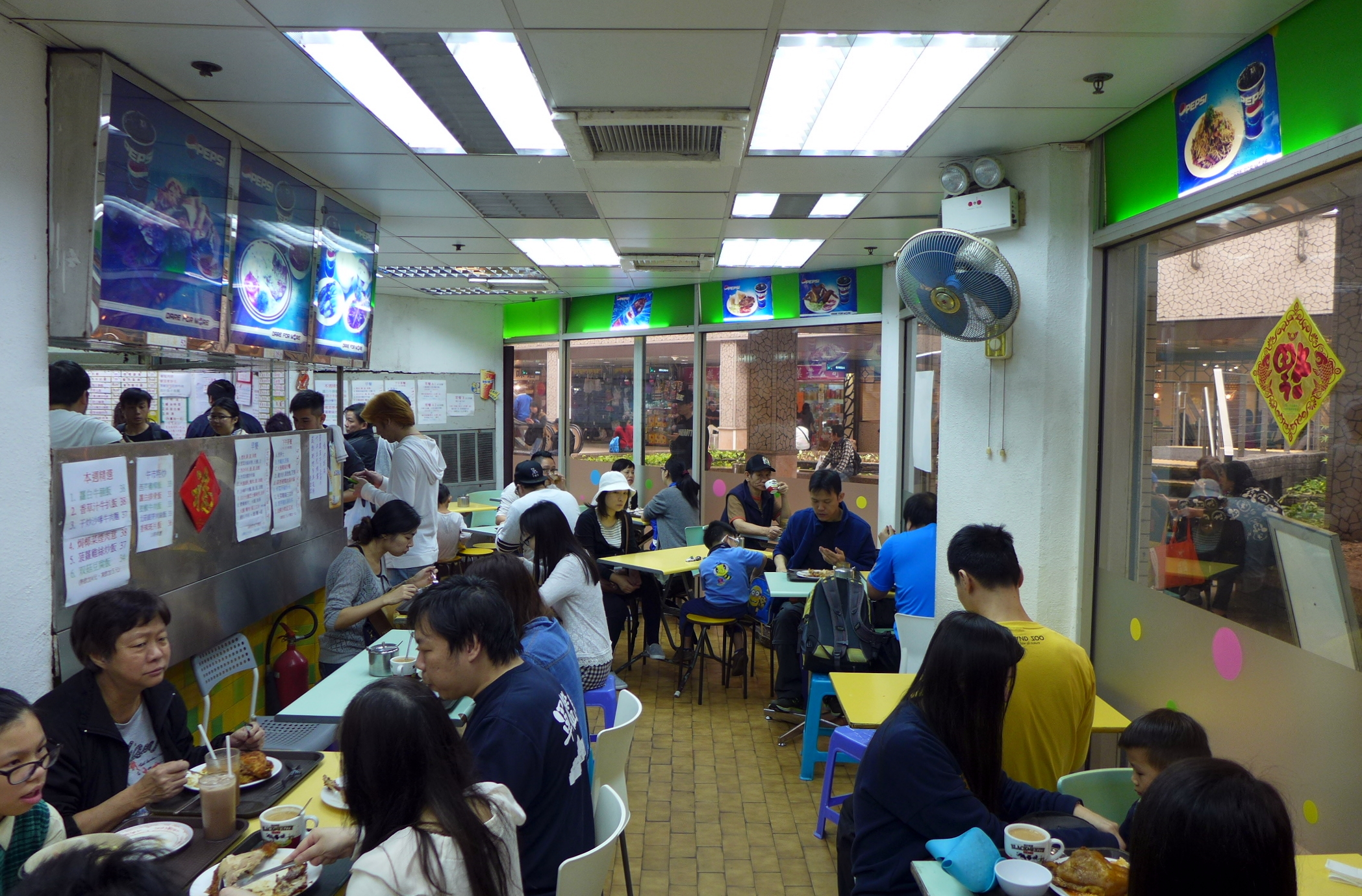
開業逾30年的奇樂快餐店，是街坊熟悉的餐廳，惟已於2016年3月24日結業
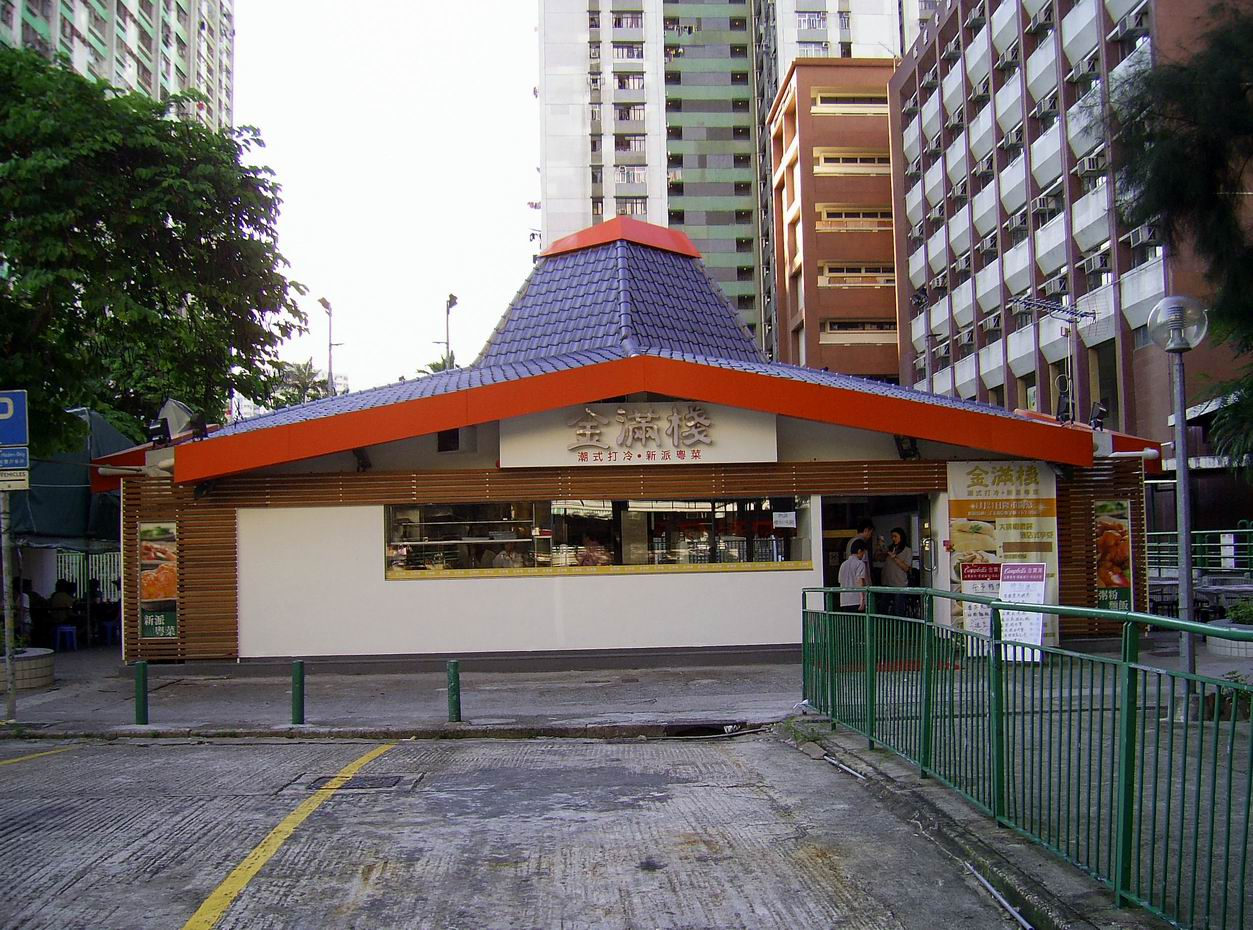
冬菇亭東面餐廳
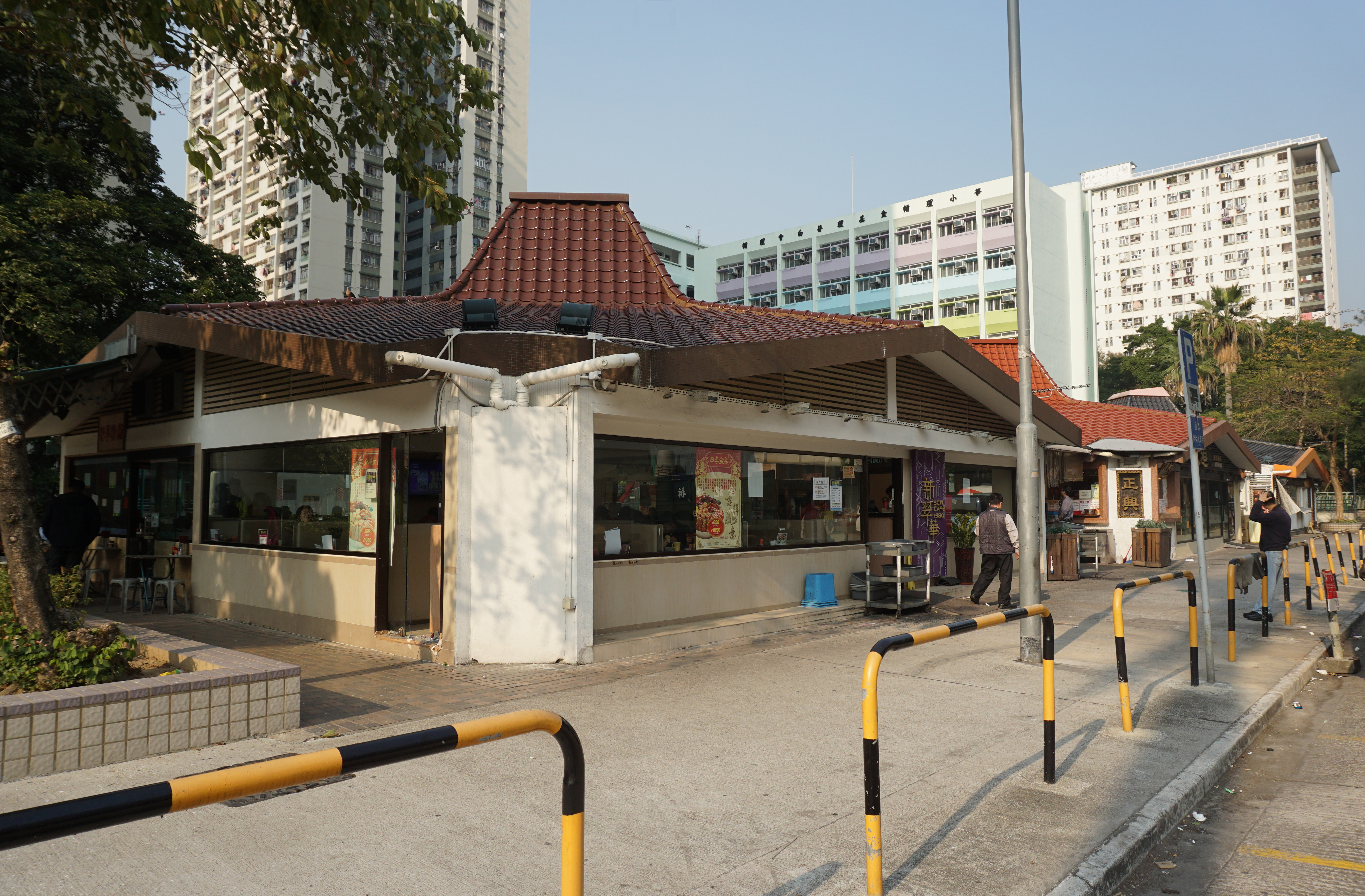
冬菇亭西面餐廳
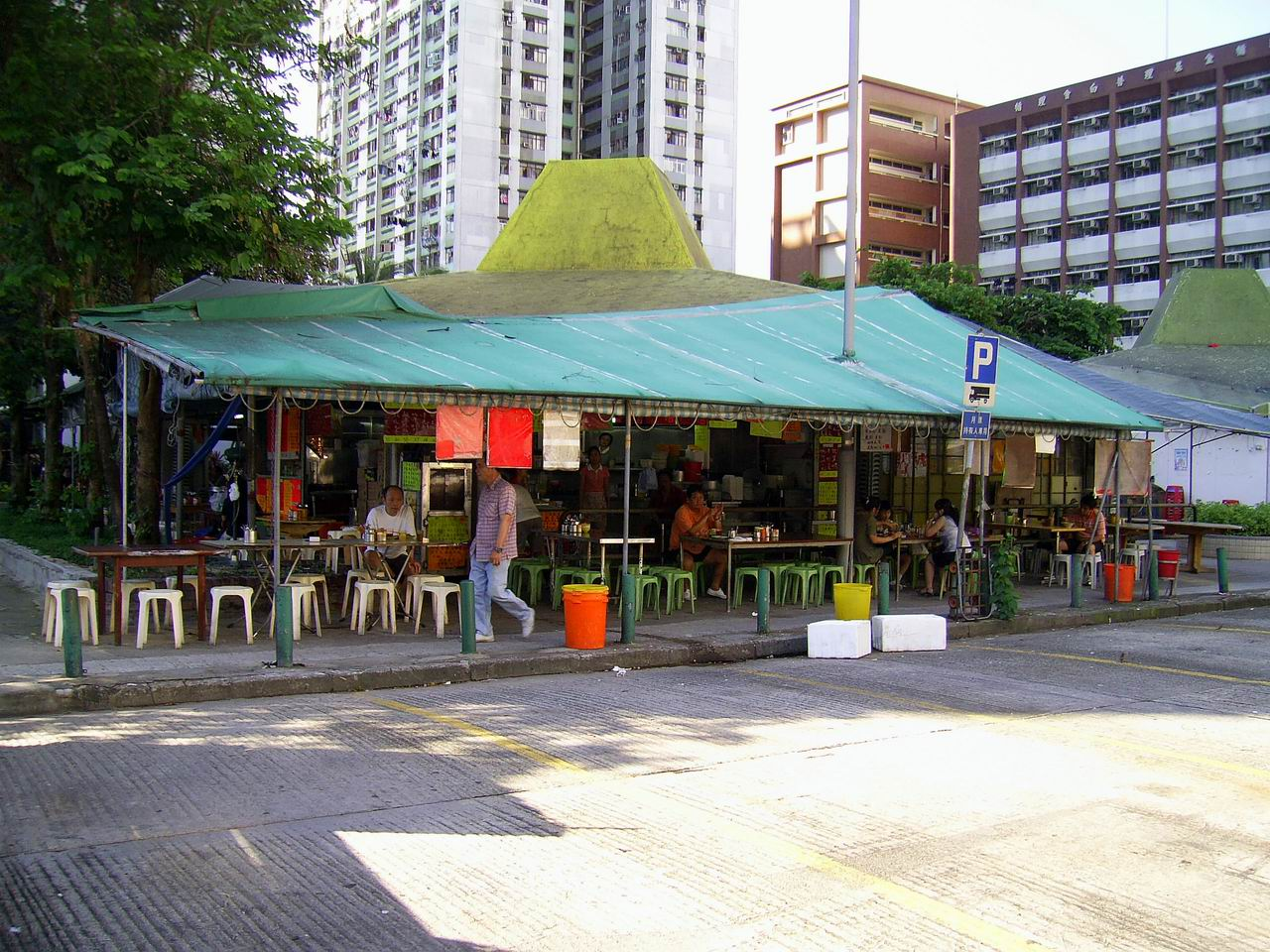
翻新前的冬菇亭熟食檔

### 新翠街市
商場旁設有一個街市，提供55個攤位，惟不設中央冷氣，服務新翠邨、愉景花園及金獅花園居民。到2012年翻新後，只保留約20個商戶，另一半地方由百佳超級市場租用。到2016年2月，有商戶獲領展通知，租約於至5月30日結束，不獲續租。2017年11月6日大部份租戶已經結業居民需要到附近的隆亨邨街市購物。其後美心集團旗下的美心MX重返新翠邨，並在街市原址開幕。

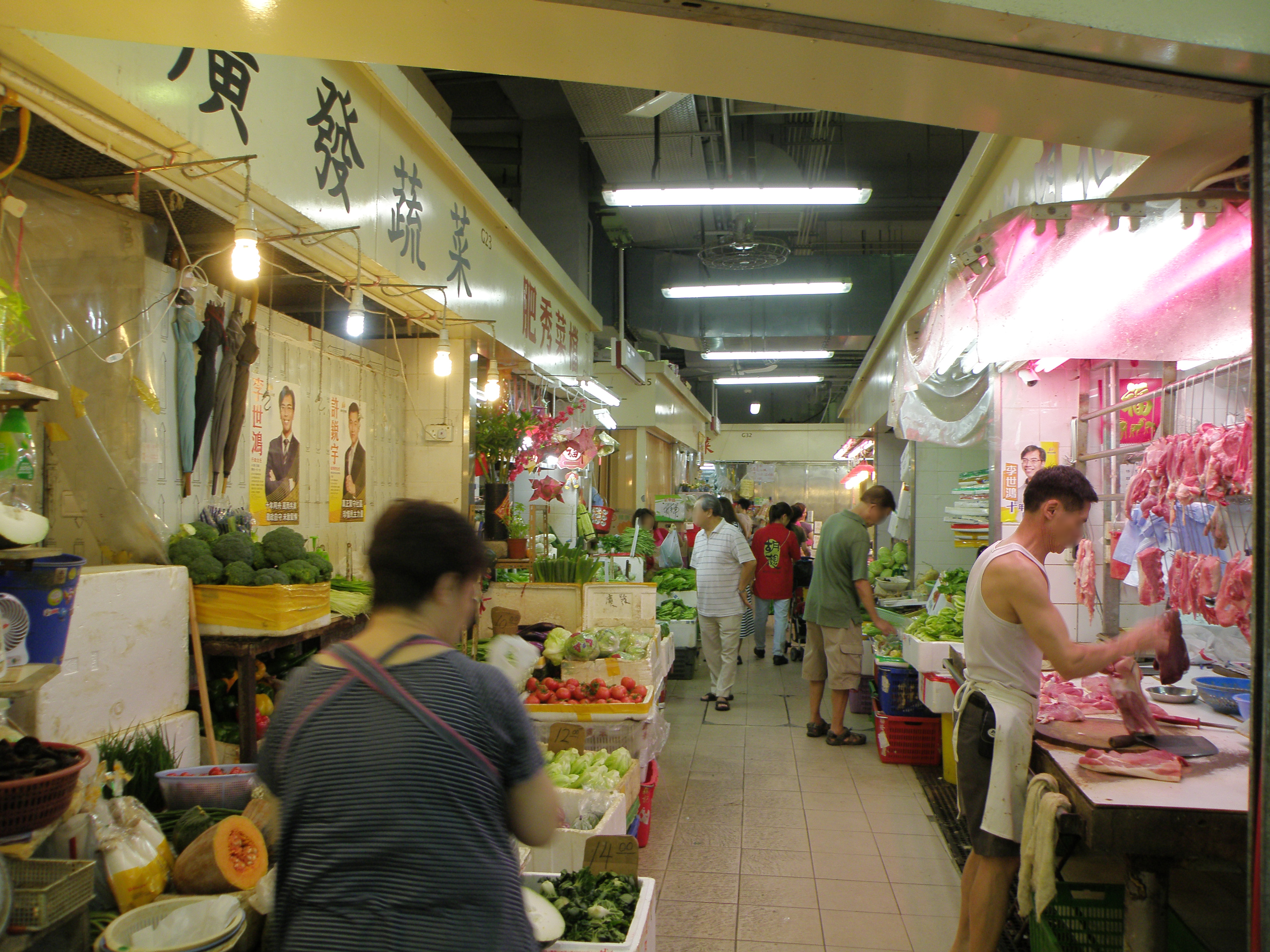
結業前的新翠街市
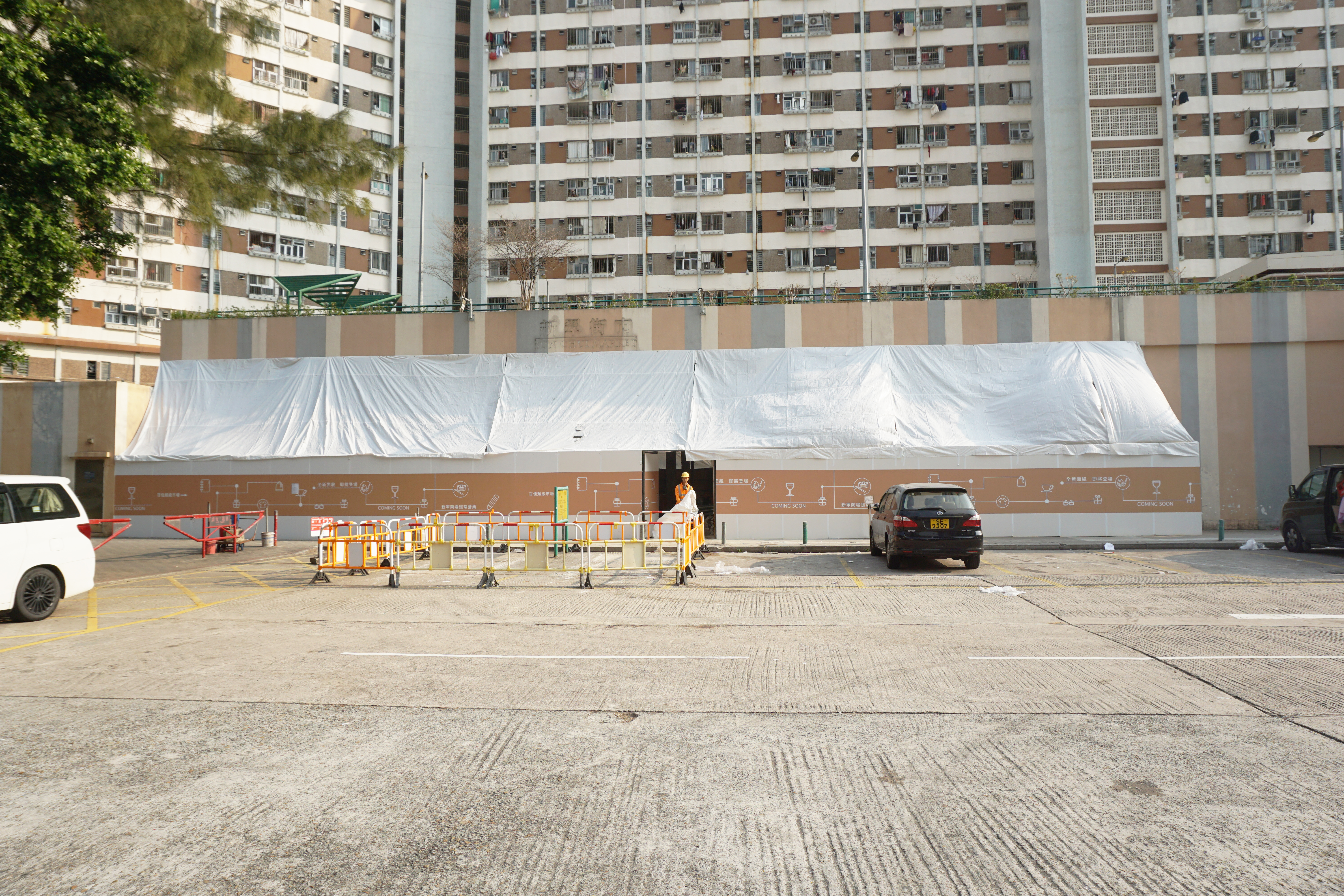
結業後的新翠街市

## 教育設施
邨內有一組中學標準校舍（全連環型校舍，禮堂位於同一位置不同樓層）、三座標準小學校舍、及兩所幼稚園及一所育嬰園，分別為：
- 五育中學（1978年紅磡鶴園街創辦，1985年9月起在此開課）
- 循理會白普理基金循理小學（第三代校舍）
  - 沙田崇真中學前校舍
  - 東華三院黃笏南中學及港島中學，分別曾因其校舍重建，而臨時借用校舍
- 循理會白普理基金循理小學（第二代校舍；1966年創辦，1983年在此重開）
- 九龍城浸信會禧年（恩平）小學（1985年以恩平工商會李吳瑞愛紀念學校的名義創辦，後與九龍城浸信會禧年小學分拆下午校合併）
- 東莞工商總會張煌偉小學（1984年創辦）
- 東華三院馬陳景霞幼稚園 （页面存档备份，存于） （1983年創辦）（位於新翠邨新月樓地下）
- 新九龍婦女會新翠幼兒園 （页面存档备份，存于） （1985年創辦）（位於新翠邨新偉樓地下）
- 鄰舍輔導會新翠育嬰園 （页面存档备份，存于）（位於新翠邨新傑樓地下5-16號）

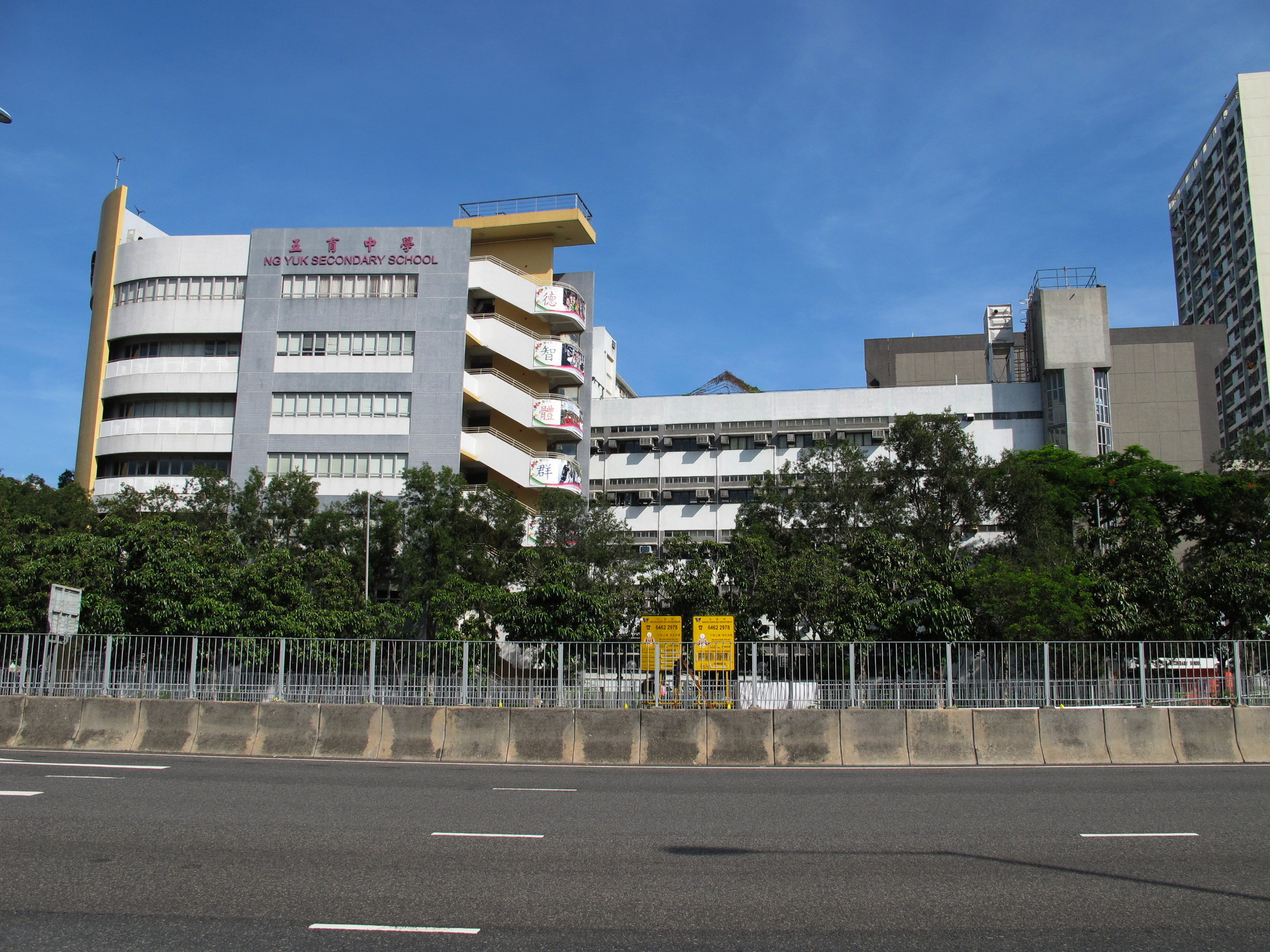
五育中學
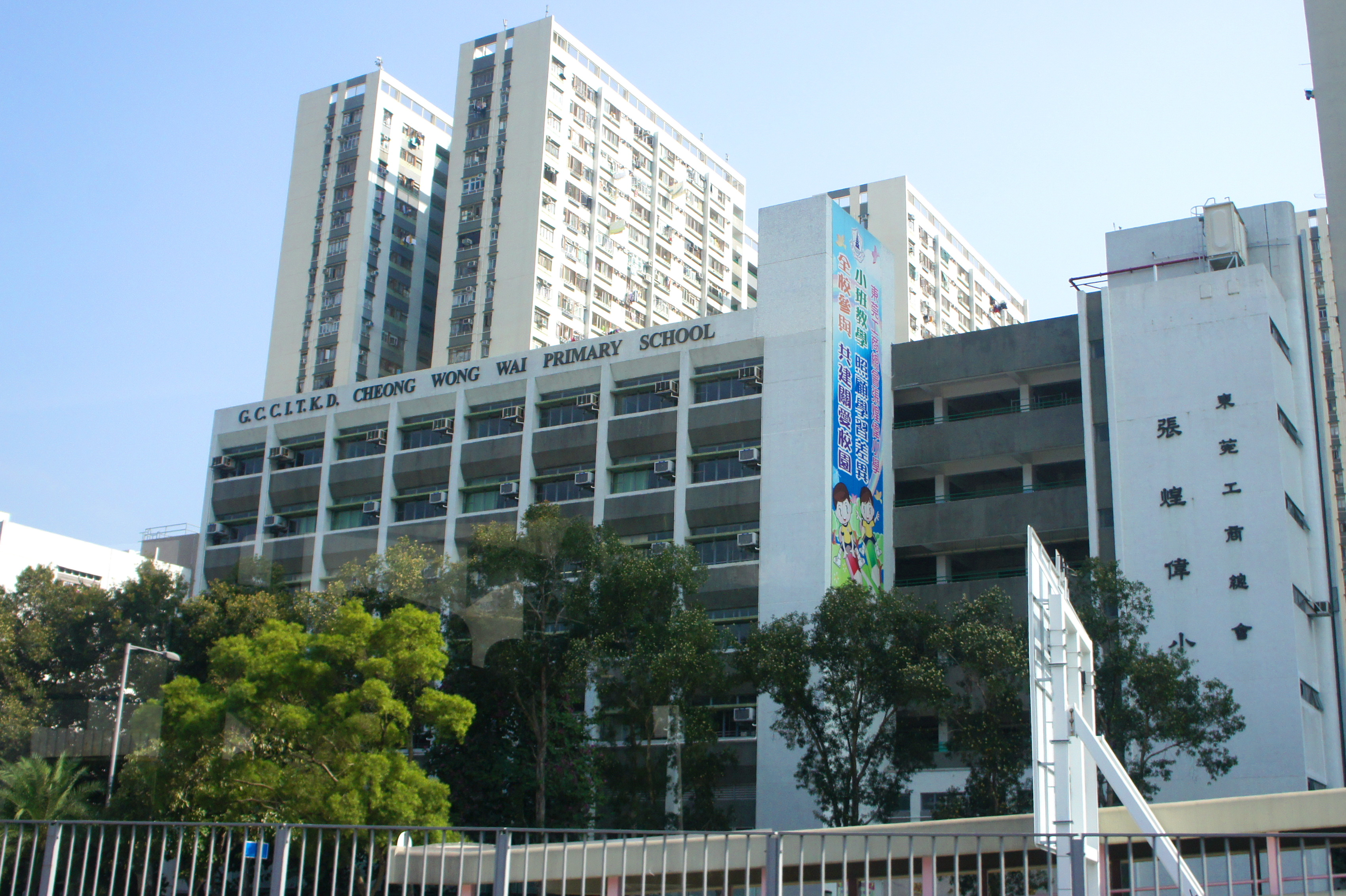
東莞工商總會張煌偉小學

## 軼聞
香港電影《富貴逼人》曾經在新翠邨進行拍攝工作。

## 事件
2022年2月12日，一名患有抑鬱症及思覺失調的28歲運輸工人，在邨外足球場將冒煙垃圾桶推至流動檢測站，被告用止汗劑噴向火種，令火勢變得猛烈，之後4名職員合力制服被告，被控縱火罪。辯方形容被告身世可憐，又指曾因母親被勸說接種疫苗，與護老院職員起肢體衝突，及後其母在醫院離世，被告無法見她最後一面。法官謝沈智慧指，考慮到被告可能因精神問題犯案，還押至 6 月 12 日判刑，期間索取精神科報告，以判斷是否適合判醫院令。到判刑當日，區域法院法官謝沈智慧認為，被告並非極度年輕，或智力不正常，反而涉及多個加刑因素，包括有預謀犯案、使用助燃劑等。官又指，被告犯案時高叫「香港人反抗！」，法庭對辯方所指被告無法見母親最後一面感痛苦而犯案的解釋，持極大保留。法官指，抗疫工作本已十分艱巨，被告在檢測站縱火屬本末倒置，且他在緩刑期間犯案，令案情更嚴重，但考慮到其精神問題及坦白認罪，決定酌情減刑至2年，另因違反另案緩刑令，須額外服刑 2 個月。

## 區議會議席分布
| 年度/範圍                              | 2000-2003 | 2004-2007 | 2008-2011 | 2012-2015 | 2016-2019 | 2020-2023 |
| -------------------------------------- | --------- | --------- | --------- | --------- | --------- | --------- |
| 新芳樓、新偉樓、新明樓、新月樓及新儀樓 | 新翠選區  | 新翠選區  | 新翠選區  | 翠嘉選區  | 翠嘉選區  | 翠嘉選區  |
| 新傑樓、新俊樓及新學樓                 | 翠田選區  | 翠田選區  | 翠田選區  | 翠田選區  | 翠田選區  | 翠田選區  |